# 폴란드-리투아니아
두 민족의 공화국, 폴란드 왕관령과 리투아니아 대공국, 폴란드 제1공화국, 통칭 폴란드-리투아니아(영어: Poland–Lithuania) 혹은 폴란드-리투아니아 연방(영어: Polish–Lithuanian Commonwealth)은 1569년 폴란드 왕국과 리투아니아 대공국이 합쳐져 세워진 동군연합 군주국이었다. 이 국가는 16세기에서 17세기까지의 유럽에서 가장 큰 영토와 가장 많은 인구를 지닌 국가 가운데 하나였다. 17세기 초 절정에 다다랐을 때의 연방의 영토는 대략 1,000,000km2에 달했으며, 1618년 기준으로는 대략 1,200만 명의 인구를 보유하고 있었다. 연방의 공식언어는 폴란드어와 라틴어였으며, 가톨릭이 국교였다.
폴란드-리투아니아의 정치 체제의 가장 큰 특징은 귀족들로 구성된 입법부인 세임이 군주를 선출하는 것이었다. 선출된 군주의 왕권은 법과 의회에 의해 일부 제한되었다. 당시로서는 매우 특이한 이런 성질 때문에 이 국가의 정치는 귀족민주정, 또는 황금의 자유라고 불리었다. 법치를 우선하였다는 점에서 이 정체는 현대 민주주의나 입헌군주제, 공화제의 선구적 형태라고 말할 수 있다. 폴란드-리투아니아를 구성하는 두 나라는 공식적으로 평등한 관계였지만, 실제로는 폴란드가 리투아니아를 지배하는 구조를 가지고 있었다.. 폴란드-리투아니아의 인구는 매우 다양한 민족적, 종교적 집단으로 구성되어 있었기 때문에 모든 시기가 똑같았다고 할 수는 없지만, 당시로서는 다른 곳에서 찾아 볼 수 없는 종교적 관용이 이루어졌다.
그러나 황금기는 수십년 동안에 불과했고, 17세기 중엽 이후로는 정치적, 군사적, 경제적인 쇠퇴 가 계속되어 1795년 힘이 커진 주변의 절대주의 국가인 러시아, 프로이센, 오스트리아에 의해 영토가 나뉘어져 국가 자체가 없어지는 지경에 이르렀다. 전성기에서 소멸까지의 기간은 매우 짧은 편이었지만, 폴란드-리투아니아는 말기에도 커다란 개혁을 진행하였고 세계에서 가장 오래된 성문헌법 가운데 하나인 1791년 5월 3일 헌법을 탄생시켰다.

## 명칭

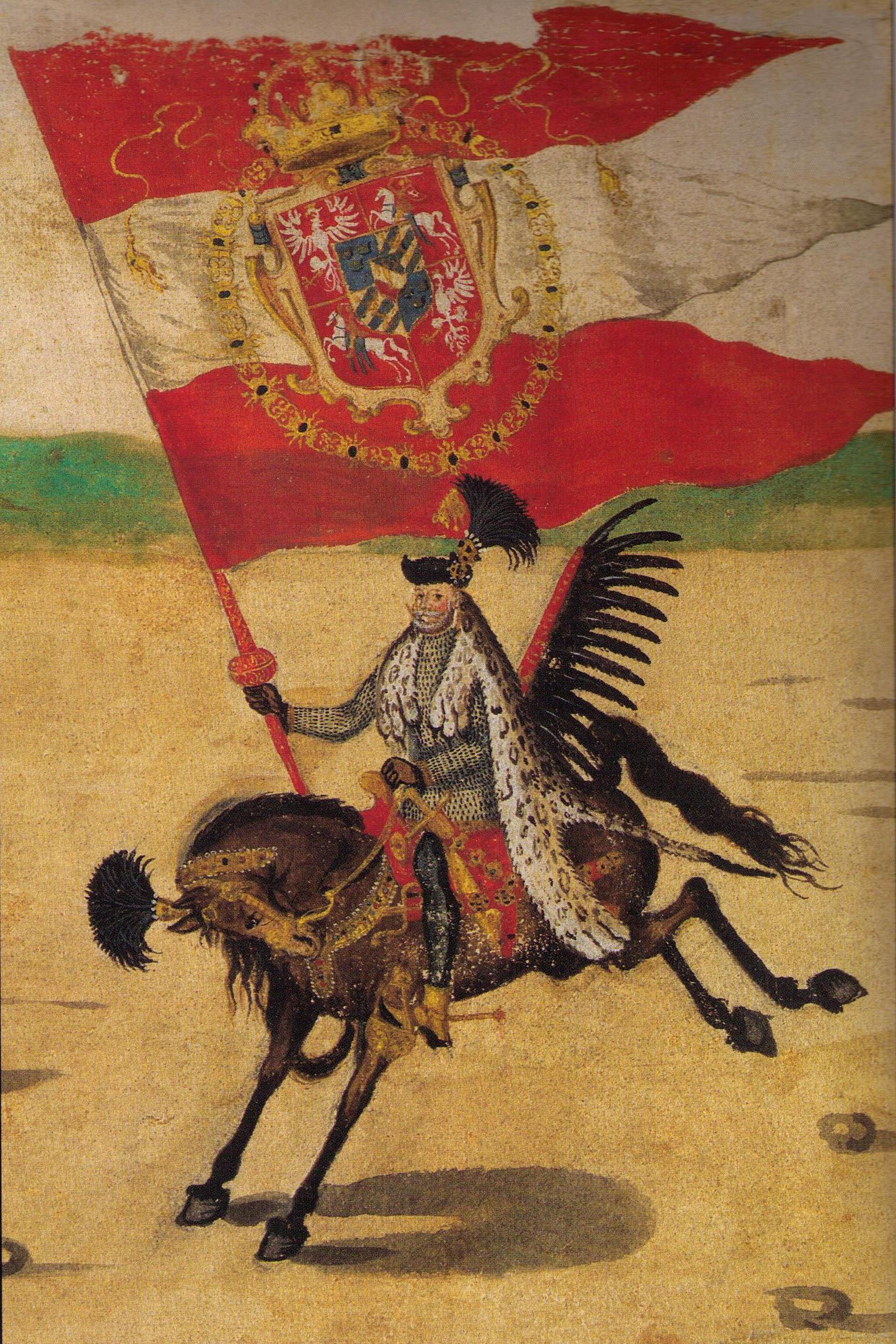
폴란드와 스웨덴의 왕 지기문트 3세의 결혼식 행렬에서 폴란드 왕관 대기수(Grand Standard Bearer of the Polish Crown (Chorąży Wielki Koronny)인 스타니스와프 소비에스키(Stanisław Sobieski), 1605년경 스톡홀름 소장

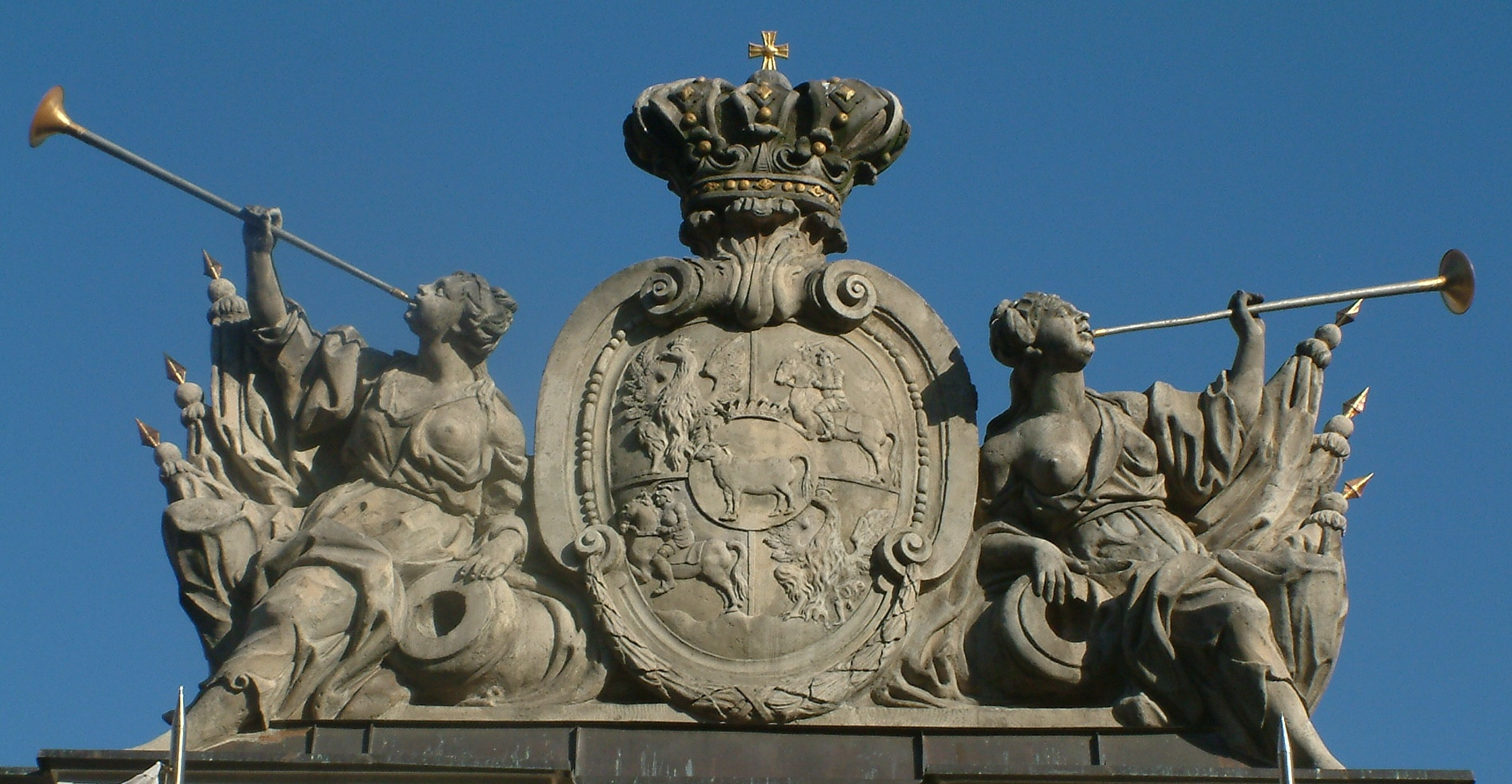
방패 중앙에 스타니스와프 2세 아우구스트의 소의 문장을 조각해 넣은 폴란드-리투아니아의 문장. 치올렉 포즈난 위병소에 있는 조각.

폴란드-리투아니아의 정식 국호는 "폴란드 왕국과 리투아니아 대공국(폴란드어: Królestwo Polskie i Wielkie Księstwo Litewskie, 리투아니아어: Lenkijos Karalystė ir Lietuvos Didžioji Kunigaikštystė, 우크라이나어: Королівство Польське та Вели́ке князі́вство Лито́вське, 벨라루스어: Каралеўства Польскае і Вялікае Княства Літоўскае, 라틴어: Regnum Poloniae Magnusque Ducatus Lithuaniae)"이었다. 1569년 체결된 루블린 연합에 따라 리투아니아 대공국은 폴란드 왕국과는 별개의 독립적인 국가로서 연방에 계속 남아있었으며 고유의 국호, 법률, 영토를 가지고 있었다. 스테판 바토리(1576~1586년) 시대에는 "두 민족의 연방"이라는 명칭이 사용되었으며, 나중에 이는 1791년 5월 3일 헌법의 부칙인 두 국민의 호혜보증서에서 "두 민족의 공화국(폴란드어: Rzeczpospolita Obojga Narodów 제치포스폴리타 오보이가 나로도프[*]), 리투아니아어: Abiejų Tautų Respublika, 독일어: Republik beider Nationen 레푸블리크 바이더 나티오넨[*], 라틴어: Res Publica Utriusque Nationis 레스 푸블리카 우트리우스퀘 나티오니스[*])"이라는 이름으로 바뀌어 1795년에 국가가 멸망할 때까지 정식 국호로써 쓰였다.
17세기부터는 "가장 고귀한 폴란드 공화국(폴란드어: Najjaśniejsza Rzeczpospolita Polska, 라틴어: Serenissima Res Publica Poloniae)", "폴란드 공화왕국(폴란드어: Rzeczpospolita Królestwa Polskiego)", "폴란드 왕국 연방", 또는 그냥 "폴란드 연방"이라고 불렸다. 근대 서유럽 사료에서는 "폴란드 왕국"이나 단순히 "폴란드"라는 표현을 사용했다.
또 다른 비공식적인 명칭으로는 "고귀한 공화국(폴란드어: Rzeczpospolita szlachecka)", "폴란드 귀족공화국(폴란드어: Republika Szlachecka)", "제1연방(폴란드어: I Rzeczpospolita), "폴란드 제1공화국(폴란드어: Pierwsza Rzeczpospolit/(폴란드어: Rzeczpospolita Polska)"이 있다. 그중 후자는 역사학적으로 전간기에 존재했던 폴란드 제2공화국과 구별된다.
폴란드 제1공화국의 "공화국"에 해당하는 표현인 "제치포스폴리타"(폴란드어: Rzeczpospolita)는 독일인의 라이히(독일어: Reich)처럼 폴란드인의 국민국가에만 독점적으로 사용되는 표현이다. 폴란드어로 다른 공화국들은 제치포스폴리타가 아니고 레푸블리카(폴란드어: republika)라고 한다. 근년에 들어 일반화되기 시작한 다민족 공화국이란 호칭은 재야(non-academic)역사학자 파베우 야세니츠아(Paweł Jasienica)에 의해 만들어진 용어로서, 이 정체가 존재했던 시기에는 사용되지 않았다.

## 역사

### 건국
1569년 루블린 연합으로 시작된 공화국의 창출은 야기에우워 왕조 최후의 국왕이자 대공인 지그문트 2세 아우구스트에 의해 세습 왕권을 선거 군주제(elective monarchy)로부터 지키기 위한 전략의 일환이란 성격도 가지고 있었다. 그가 1572년 붕어한 후 이어진 3년간의 공위기간(interregnum)에 이 연합체제의 조정이 이루어졌고, 귀족계급(슐라흐타)의 권력을 강화하는 입헌체제 및 완전한 선거 군주제가 기능하게 되었다.

### 전성기
폴란드-리투아니아의 황금 시대는 17세기 전반에 찾아왔다. 귀족들이 지배한 강력한 의회(세임)는 30년 전쟁에 참가하는 것을 보류하여 유럽 세계의 대부분이 휘말렸던 심각한 종교전쟁이란 참사로부터 자국을 방어하는 데 성공했다. 폴란드-리투아니아는 스웨덴, 러시아 그리고 오스만 제국의 속국들로부터 자국을 지키기 위해서 주변 여러 나라에 대한 적극적인 확대정책을 개시했다. 17세기 초두에는 동란 시대에 빠져 약체화된 러시아에 대한 몇번의 침략을 벌였고, 폴란드-리투아니아의 군대는 1610년 9월 27일부터 1612년 11월 4일 함락될 때까지 모스크바를 점령통치했다.

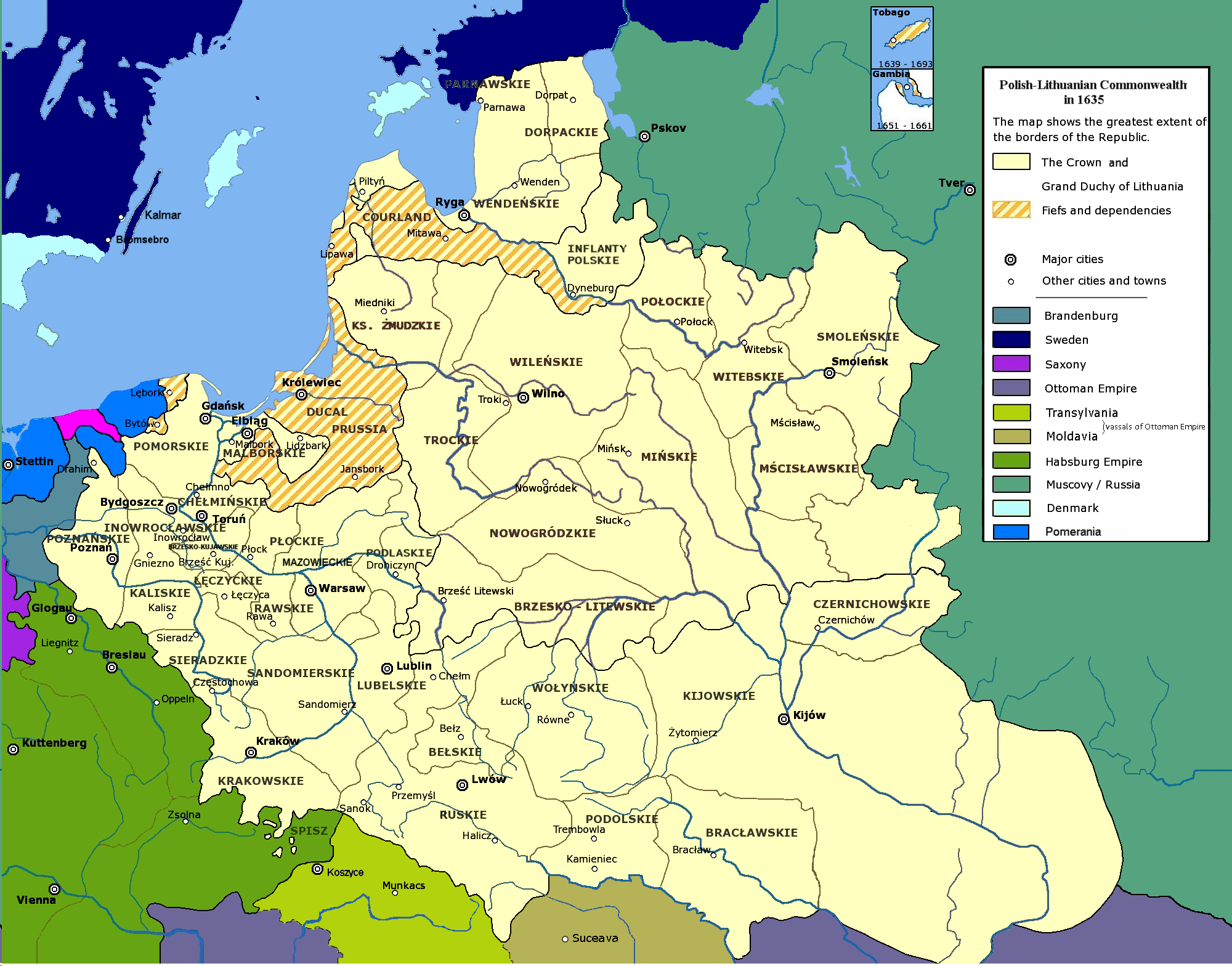
브와디스와프 4세 통치기간 동안의 폴란드-리투아니아 폴란드-리투아니아의 판도. (1635년경)

### 대홍수와 쇠퇴, 그리고 빈 공방전
폴란드-리투아니아의 위세는 1648년 이후에 받은 2번의 충격에 의해 쇠퇴의 기미가 보이기 시작했다. 최초의 충격은 역사적으로 가장 대규모였던 코사크 반란이었다. 동부 국경 지역에서 일어난 이 흐멜니츠키 봉기는 크림 한국의 지원을 받아 이루어진 것이었다. 거기에 반란자가 1654년 페레야슬라프 조약을 통해 러시아의 차르에게 지원을 요구하는 사태에 이르자, 폴란드는 우크라이나에 대한 영향력을 러시아에게 빼앗기게 되었다. 또 하나의 충격은 1655년 스웨덴에 의한 침략으로 대홍수(트란실바니아의 지배자 라코치 제르시 2세, 브란덴부르크 선제후 프리드리히 빌헬름 1세의 군사적 지원을 받았다.)로 알려졌다. 이 침략은 스웨덴 왕가였던 바사 왕조 출신의 선거 군주들의 스웨덴에 대한 적대 정책이 원인으로 일으킨 것이었다.
17세기 후반에 들어 약체화된 폴란드-리투아니아는 신성로마 황제 레오폴트 1세와 동맹을 맺은 국왕 얀 3세 소비에스키에 의해 오스만 제국에게 괴멸적인 타격을 주는 데 성공했다. 1683년 빈 전투는 250년에 걸쳐 지속된 기독교 세계=유럽과 이슬람 세계=오스만 제국과의 오랜 기간 이어진 항쟁의 역사에 있어 최종적인 전환점이 되었다. 몇 세기에 걸쳐 무슬림 측의 위협은 여러 번 이어졌기 때문에 폴란드-리투아니아는 기독교 세계의 방파제(Antemurale Christianitatis (forefront of Christianity)의 칭호를 얻게 되었다. 뒤이어 일어난 16년에 걸친 대튀르크 전쟁(Great Turkish War)의 결과로 오스만 제국의 국경은 영구적으로 도나우강 이남으로 밀려나게 되었고, 두 번 다시 중부 유럽에 위협을 미치는 일은 없었다. 한편 폴란드-리투아니아에 있어 폴란드-리투아니아의 존재감을 주변 여러 나라에 인지시키는 일은 성공했으나 오스만 제국과의 전쟁을 우선시 했기 때문에 기타 주변 여러 나라 사이와 투쟁 및 국내 문제에는 소홀히 하게 되었다. 이렇게 일시적인 공화국은 중흥은 오히려 주변 기독교 국가와의 긴장감을 초래하는 일도 빈번하게 되었다. 또 얀 3세에 의한 내정개혁은 폴란드 의회의 기능정지로 인해 소멸되고, 왕권의 약체화를 진행시키는 일이 되어, 주변 여러 나라에 의한 내정간섭의 원인이 되었다.

### 멸망
18세기까지 공화국은 수많은 국내 문제에 직면하고, 또한 여러 외국의 영향력에 흔들리게 되었다. 정치 시스템의 정지는 공화국을 무정부사태의 직전까지 몰아넣게 되었다. 1791년 5월 3일 헌법의 제정을 그 정점으로 4년 세임(1788년-1792년)등의 개혁의 시도는 뒷걸음치며 사라진 것이 되었고, 폴란드-리투아니아는 주변 여러 나라였던 러시아 제국, 프로이센, 오스트리아 제국에 의해 3번의 영토 분할을 통해 통치되면서 모든 영토를 잃었다. 1795년까지 폴란드-리투아니아 폴란드-리투아니아는 유럽의 지도상에서 모습을 감추었다. 폴란드와 리투아니아가 독립을 다시 손에 넣게 된 것은 1918년이었으며, 그것도 별개로 독립한 민족국가로써였다.

## 국가 조직과 정치

### 황금의 자유

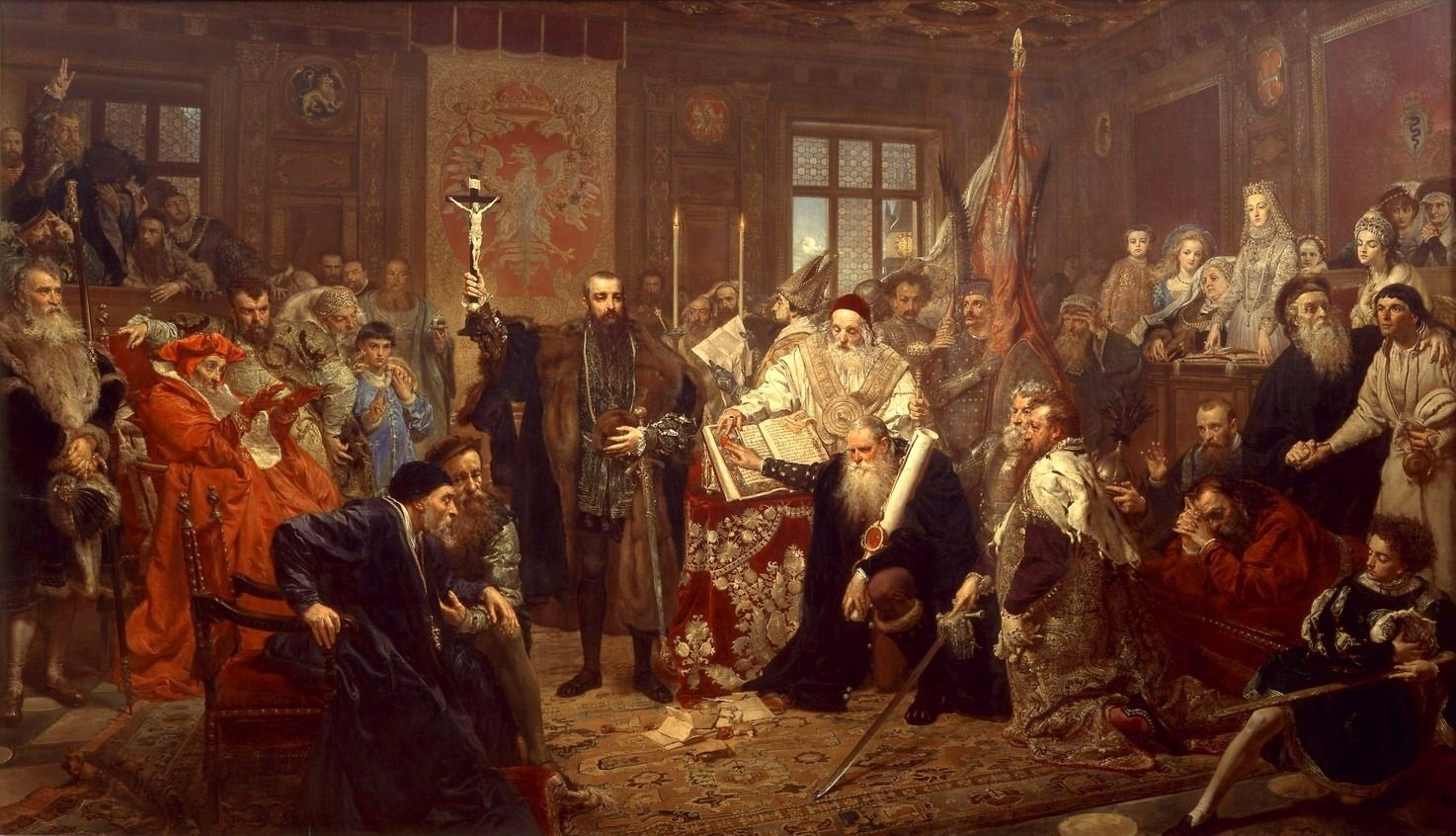
1569년의 루블린 연합, 얀 마테이코 작품, 1869, 오일캔버스화, 298×512cm, 바르샤바 국립 박물관 소장

공화국의 정치 원칙은 우리의 나라는 국왕의 통괄 아래에 있는 공화국이다라는 것이다. 대법관 얀 자모이스키(Jan Zamoyski)는 이 원칙국왕은 군림하더라도 통치하지 않는다 (Rex regnat et non gubernat)라고 요약 했다. 폴란드-리투아니아는 선거 군주, 원로원의 제가, 대의제의 의회였던 세임(Sejm)을 갖고 있었다. 국왕은 헨리크 조항 및 선거 시에 받아들인 파크타 콘벤타(pacta conventa)에 의해 제정된 공화국 시민(=슐라흐타)의 여러 권리를 존중하도록 의무화되었다.
왕권은 강대한 귀족 계급의 권력에 의해 일부 제한을 받았다. 각각의 새로운 국왕은 폴란드의 정치 시스템(전례 없는 종교적 관용)의 근간을 이루던 헨리크 조항에 서명하지 않으면 안 되었다. 시대가 지나면서 헨리크 조항은 파크타 콘벤타와 만나 합쳐지게 되었을 때, 선거왕이 맹세하는 명확한 계약이란 성격을 띠게 되었다. 그 결과, 국왕은 귀족 계급에 의해 제어되어 파트너의 성격으로 내려지게 되었고, 항상 원로원 의원의 감독을 받게 되었다.
폴란드-리투아니아의 정치 시스템으로서 "황금의 자유"(폴란드어: Zlota Wolność, 1573년부터 사용된 말)는 아래의 여러 요소를 기초로 하고 있다.
- 자유 선거 – 국왕 선출은 투표를 희망하는 모든 슐라흐타에 의해 자유 선거로 치러진다.
- 세임 – 국왕에 의해 2년에 한번 소집되는 공화국의 대의제 의회.
- 파크타 콘벤타(라틴어) – 즉위 때 국왕이 공화국 정부 사이에 맺어진 통치 계약. 여러 권리의 청원도 이루어진다. 국왕의 정치 행동을 속박하고, 초기 헨리크 조항에서 유래되었다.
- 로코슈(rokosz;저항권 – 귀족에게 보장된 여러 권리가 국왕에게 위협받는 상황이 벌어질 때 반란을 일으키는 것을 법적으로 인정하는 권리.
- 리베룸 베토(liberum veto;라틴어) – 세임의 결의에서 다수파의 결정을 대의원 1명의 반대에 의해 부결할 수 있는 권리. 세임의 회기 중 모든 법안을 폐기시키는 "무제한의 거부권"으로 악명이 높다. 17세기 후반의 위기 시대에 들어서 리베룸 베토는 지방 의회(세이미크;sejmiks)에도 적용되었다.
- 콘페데라차(konfederacja(라틴어;confederatio) – 공통의 정치 목적을 위해 단체를 결성하는 권리.

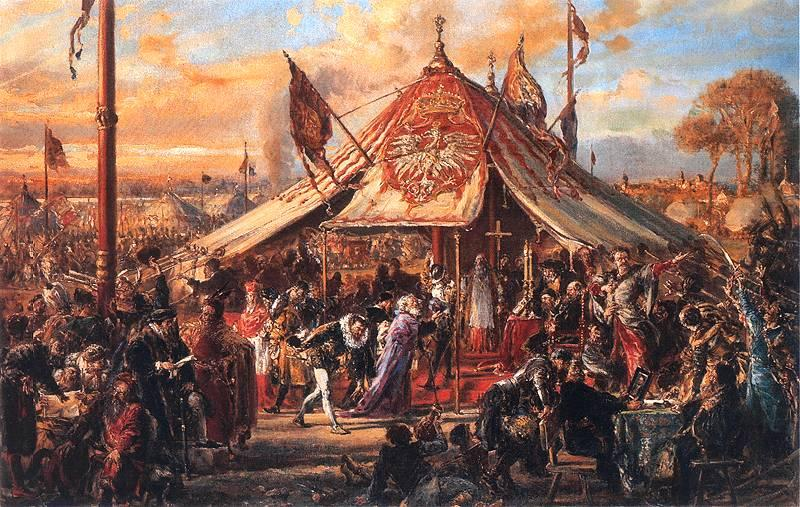
폴란드-리투아니아의 권력의 정점인 황금의 자유. 1573년의 국왕 자유 선거, 얀 마테이코작품.

세 지역(후에 설명) 정도가 공화국 내의 자치령으로서 권리를 보장받았다. 각 지역에는 각각 지방 의회(세이미크)가 설치되었다. 세이미크는 국가 입법부(세임)에서 보낸 대의원(poseł)을 선출하고, 지시서에 의해 대의원에게 여러 가지 요구, 제안을 실행하는 권리를 갖고 있었다. 리투아니아 대공국은 폴란드 왕국(왕관령이라고 부른다)과는 별개로 군대, 국고, 관직 체계를 조직했다.
황금의 자유는 당시로서는 국가에 특이한 성격을 주었으나, 동시대에 베네치아 공화국과 같은 도시 국가가 비슷한 정치 시스템을 채용하였다(양국은 "가장 고귀한 공화국"을 자칭하는 점도 비슷하다). 유럽 여러 나라가 중앙 집권화, 절대 군주제, 종교 전쟁 및 왕조에 의한 투쟁에 직면하던 시기, 폴란드-리투아니아는 지방 분권, 국가 연합과 공화국, 민주주의, 종교적 관용 등에서 평화주의까지도 경험했다. 슐라흐타가 여러 번 국왕에 의한 전쟁 계획을 폐기시킨 것은 민주적 평화론에 관련한 논의에 해당하는 것으로 보인다.
이 정치 시스템은 기타 계급과 군주제에 입각한 정치 시스템에 대해 슐라흐타 귀족 계급의 독점적인 승리에 유래한다. 이 시대 슐라흐타는 미하일 노비를 시작으로 충분한 특권을 축적해 어떤 왕도 그들의 지배를 힘으로 누르려는 일은 없었다. 폴란드-리투아니아의 정치 시스템은 단순하게 분류하기엔 적당하지 않지만 한편 아래와 같은 정의가 붙여진 것과 혼합된 형태라고 볼 수 있다.
- 광대한 자치령을 영역 내에 포함한 국가 연합이 아닌 공화국. 공화국을 국가 연합이 공화국 체제 안에 있다고 한정한 것.
- 과두 정치[20]. 슐라흐타들이 참정권을 가지고 있더라도 그들 계층은 인구의 약 10%을 차지하고 있어, 소수자에 의한 지배라는 이미지가 있다.
- 모든 슐라흐타에게 동등한 권리와 특권을 준 민주 정치. 그들의 거점인 세임이 입법(새로운 법의 채택), 외교, 선전포고, 과세(기존 세제의 변경, 새로운 세제의 제정)등 중요한 사항에 대해서 국왕에게 반대하기도 했다. 폴란드-리투아니아는 당시 유럽 여러 나라 중에서 가장 높은 약 10%의 참정권자를 가지고 있었다. 프랑스는 1831년 시점에서 인구의 약 1%, 1867년 영국은 약 3%에게만 참정권이 주어진 것에 불과한 것과는 대조적이다.

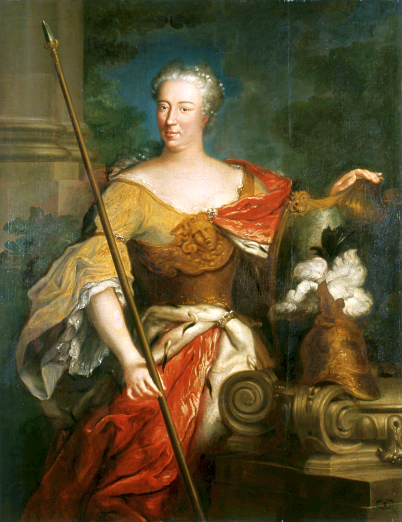
남성용 외투 데리아(delia)를 걸치고, 사르만타(Sarmata) 포즈를 취한 엘지비에타 시에니아브스카(Elżbieta Sieniawska).

- 선거군주제. 슐라흐타에 의해 선출된 국왕, 말하자면 세습 군주가 아닌 국왕이 국가의 수장이 된 것.
- 입헌군주제, 말하자면 군주가 파크타 코벤타 및 기타 법률에 의해 계약했다면, 슐라흐타는 국왕이 법적으로 부정한 행위를 할 경우에는 따를 의무는 없었다.

### 참정권자
공화국의 주요 참정권자는 아래와 같다.
- 국왕 – 왕권의 확대를 위해 분투하고, 절대왕정의 창출을 시도했다.
- 마그나트 – 슐라흐타 중 가장 부유한 계층, 특권적인 과두 정치에 의해 국가를 통치하고, 국왕과 가난한 슐라흐타들을 통제했다.
- 슐라흐타 – 세임의 권한을 확대하고, 슐라흐타에 의한 민주 정치로 국가를 통치하고자 했다.

마그나트와 슐라흐타는 하나의 귀족 계급으로서 연대하는 일은 없고, 다수의 당파가 국왕이 아닌 거대 세력의 마그나트를 각각 지원했다.

### 공화국의 몰락

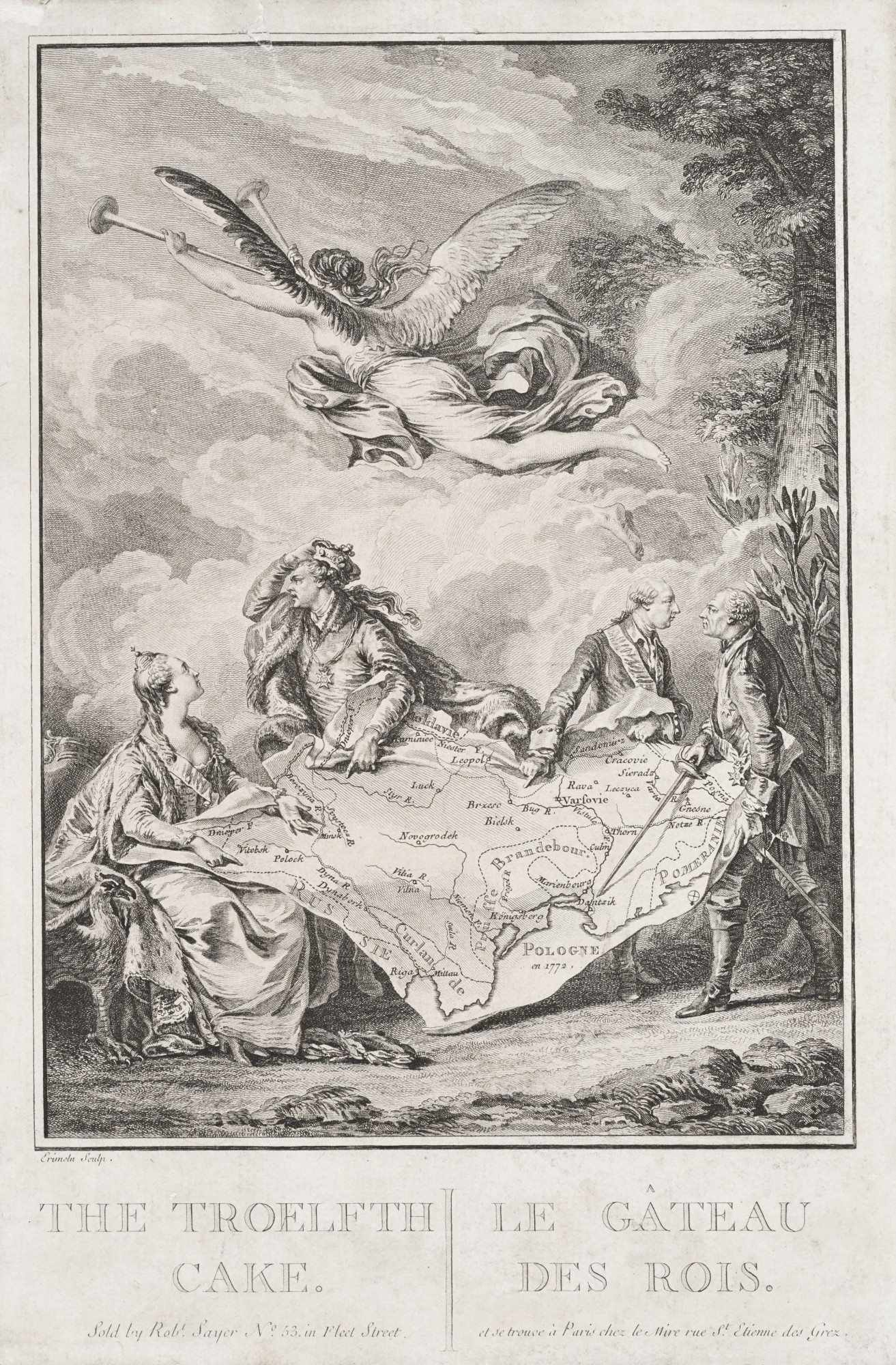
국왕들의 케이크, 제1차 폴란드 분할에 대한 우화. 당대 화가인 장 미셸 모리유의 그림.

1572년 야기에우워 왕조의 통치자가 후사 없이 죽고난 후, 간신히 균형을 유지하던 공화국 정부는 붕괴되었다. 권력은 서서히 중앙 정부에서 지방의 슐라흐타들에게로 이동했다.
주기적으로 비워지는 왕좌를 메꿀 기회가 찾아오면 슐라흐타들은 공화국 내에 강력한 새로운 왕조를 세울 걱정이 없는 외국인 후보자를 선호하며 찾기를 원했다. 이 정책으로 인해 왕위에 관련된 인물은 모든 영향력을 갖지 못하고, 슐라흐타들과의 항시적인 항쟁으로 인해 힘을 잃어버리는 경우가 많았다. 거기에 유명한 사례를 들면 트란실바니아의 지배자 스테판 바토리(재위:1576년-1586년)를 제외하면, 외국 출신의 국왕은 거의 대부분 자국 아니면 출신 가문의 이해에 폴란드-리투아니아의 이해 관계를 연결시키려는 경향이 있었다. 이 경향은 특히 바사 왕가 출신의 최초 선거왕 2명의 통치 시기의 정책과 군사 행동에서 현저하게 나타나, 그들의 정치 방침은 공화국과 스웨덴 사이에서 항쟁을 일으키게 된 원인이 되었고, 이것은 대홍수(1648년)에서 정점에 달했다. 그리고 이런 동란이 폴란드-리투아니아를 황금 시대에서 쇠퇴 시대로 전환시키게 만들었다.
제브지드프스키의 반란(1606년-1607년)을 전기로 마그나트는 권력을 확대해 슐라흐타 민주정은 마그나트 과두정으로 대체되게 되었다. 폴란드-리투아니아의 정치 시스템은 외국의 간섭에 약했고, 여러 외국으로부터 매수된 세임 대의원이 개혁의 시도를 좌절시키는 리베룸 베토를 행사하는 것도 흔하게 되었다. 이런 약한 모습은 독립 국가로서의 폴란드-리투아니아를 몰락시켰고, 주변 여러 나라가 국내를 안정시키려고 군사력을 동원한 17세기 후반부터 18세기 중반까지 약 100년 이상의 기간 동안 폴란드-리투아니아를 정치적인 마취 상태, 무정부 상태로 만들어 버렸다.

### 후기 여러 개혁

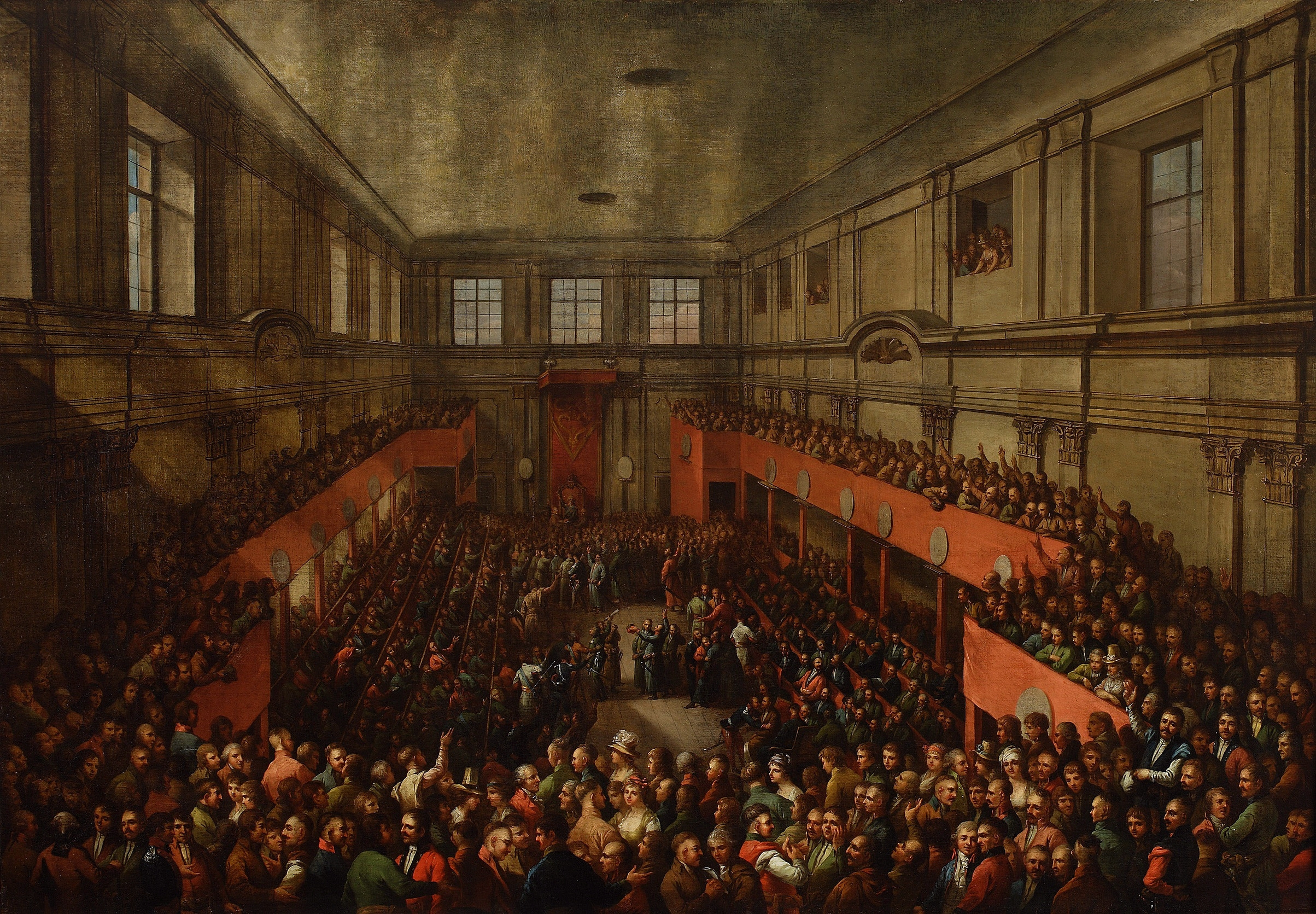
1791년 4년 세임에 의해 1791년 5월 3일 헌법이 채택되었다.

폴란드-리투아니아는 정치 시스템의 개혁을 위해 커다란 노력을 소비하고, 1791년 근대 유럽에서는 최초의 성문 헌법인 1791년 5월 3일 헌법을 제정했다. 이것은 2년 전에 제정된 아메리카 합중국 헌법에 이어, 세계에서 2번째로 탄생한 성문 헌법이었다. 혁명 헌법은 예전 폴란드-리투아니아 연방 국가를 세습왕제의 폴란드-리투아니아 공화국으로 변모시켜, 오래된 시스템이 갖고 있던 유해한 특징을 배제시켰다. 새로운 헌법에는 다음과 같은 사항이 들어 있었다.
- 리베룸 베토를 폐지하고, 슐라흐타의 연맹 결성을 금지한다.
- 정부는 입법권, 행정권, 사법권의 삼권 분립을 도입한다.
- 국민 주권을 창출하고, 귀족들만이 아닌 부르주아들에게도 참정권을 확장한다.
- 소작농의 권리를 향상시킨다.
- 종교적 관용을 보장한다. 다만, 가톨릭교도의 배교는 죄를 묻는다.

폴란드-리투아니아를 약체화시켜 완충국의 지위로 머물기를 원하던 주변 열강들에 의해 모든 국경으로부터 침공이 이어졌기 때문에 이 개혁은 늦어지게 되었다. 그러나 국왕 스타니스와프 아우구스트 포니야토프스키와 기타 개혁자들에 의한 강국화 정책은 국내에 커다란 반향을 일으켰다. 러시아는 5월 3일 헌법의 정치 개혁에 의한 혁명의 파급과 폴란드-리투아니아가 유럽 열강국의 지위를 얻을 가능성을 두려워 했다. 예카테리나 2세는 5월 헌법은 자신의 영향력을 빼앗을 것이고, 폴란드 헌법은 자코뱅파의 영향을 받은 것들이라고 선언했다. 그리고리 알렉산드로비치 포템킨은 타르고비차 연합 결성을 위해 이 문서를 기초로 했고, 헌법에 대해서 "민주주의 이념이라는 것은 전염병"이라고 언급했다 . 또한 한편, 역시 프로이센과 오스트리아도 폴란드의 강국화를 우려하고 있어 이것을 핑계로 영토 확장의 구실로 삼았다. 프로이센 재상 에바르트 폰 헤르첸베르크(Ewald von Hertzberg)는 "프로이센의 왕정에 대한 타격"이라고 말했고, 이어 프로이센을 종속시켰던 폴란드의 재강국화를 강한 경계심을 갖고 지켜보았다. 결국 폴란드-리투아니아가 헌법 제정 후 4년 만에 완전히 소멸했기 때문에 5월 3일 헌법은 완전한 형태로 발행되는 일은 없었다.

### 폴란드-리투아니아의 군사

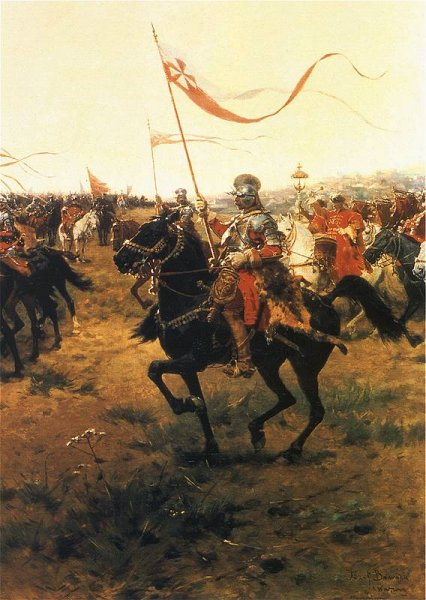
폴란드-리투아니아의 후사르, 유제프 브란트작품.

폴란드-리투아니아군은 2명의 대헤트만 및 2명의 야전 헤트만에 의해 통솔되었다. 군대는 다음의 군단에서 구성되었다.
- 보이스코 크바르치아네(Wojsko kwarciane) - 국가 세금에 의해 구입한 상비군. 이후 보이스코 코펜트베와 합체했다.
- 보이스코 코펜트베(Wojsko komputowe) - 전시에 창설된 반상비군. 1652년 이후 보이스코 크팔치아에와 함께 새로운 상설군을 구성했다.
- 포스포리테 루세네(Pospolite ruszenie) - 슐라흐타의 총동원에 의한 군대.
- 피에코타 와노바(Piechota łanowa) 및 피에코타 비브라니에츠카(piechota wybraniecka) - 농민의 신병을 기반으로 한 군대.
- 등록 코사크 군(Registered Cossacks) - 코사크로 구성된 군대. 거의 대부분 보병들이나 일부 마차 요새를 이끄는 기병으로서 사용되었다.
- 왕립 근위대 - 국왕과 그 가족을 호위하는 것을 주 목적으로 한 군대.
- 용병대 - 통상 군대의 보충을 위해 고용되고, 기타 많은 군대와 더불어 전투를 벌였다. 독일인, 스코틀랜드인, 왈라키아인, 세르비아인, 헝가리인, 보헤미아인, 모라비아인, 실레지아인 등.
- 사병대 - 평상시에는 거의 대부분 소규모 연대(수백명 정도)로서 마그나트 및 도시에서 육성되었다. 그러나 전시에는 국가에서 지급된 군자금을 매체로 그 규모도 몇 단계 커진다(수천명 규모).

폴란드-리투아니아에는 다음과 같은 부대도 존재했다.
- 후사르 - 중장비 기병. 창, 콘체슈(검), 사벨, 도끼, 활, 추모, 후에는 피스톨을 장비했다. 그들의 전투력은 17세기 후반 들어서 총이 보급되어 총보병 연대가 등장할 때까지 매우 신뢰받았다. 멤버는 토바지시 후사르스키(towarzysz husarski)라고 불렀고, 3~4명의 포치토비(pocztowy)를 통솔했다.
- 코사크 기병 - 폴란드-리투아니아에 있던 경기병의 일반적인 호칭으로 비록 민족적으로 코사크로밖에 불리지 않았다. 오스만 제국의 기사 군단처럼 빠른 기동성을 보유했다.
- 타보르(Tabor) - 보충용 병사를 마차에 태워 전장으로 말을 이끌고 운반하는 부대. 이 방어 진형은 코사크에 의해 숙달된 것밖에 없어 기타 부대와 비교해서 숫자가 적었다.

폴란드-리투아니아의 해군은 폴란드-리투아니아의 역사 속에서도 커다란 역할을 맡지 못했으나, 1627년 스웨덴의 해상 봉쇄를 격파한 오리바 해전에서 중요한 승리를 거두었다. 흑해에서 코사크들이 오스만 제국 및 그 속국에 대해 차이카(czajka)라고 불리는 소형 선박에 타고 약탈 행위를 계속했다. 그들은 제국의 수도 이스탄불 교외에서 불을 질러버리기도 했다.

## 경제

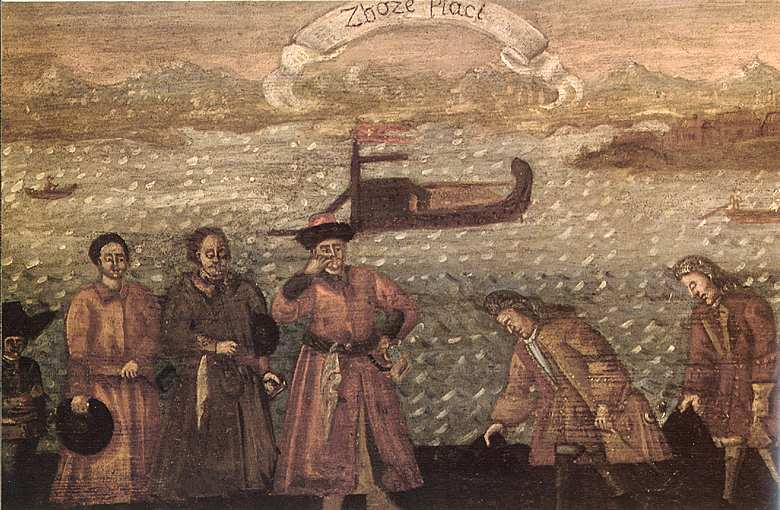
"곡물이 높은 가격에 판매될 때"

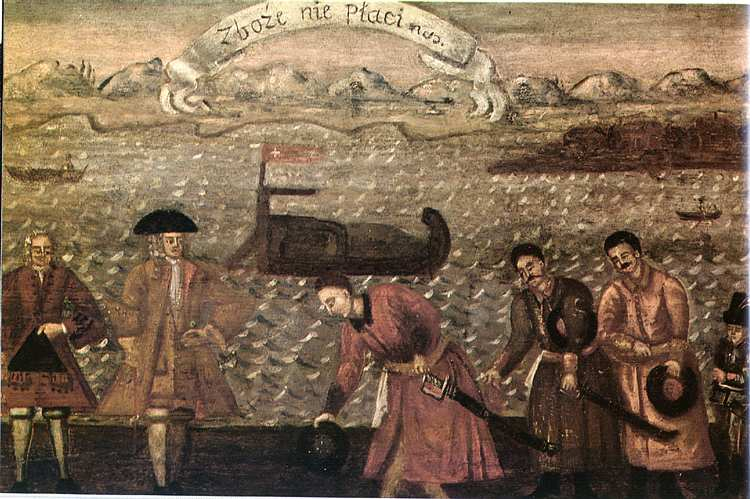
...그리고 "매매되지 않을 때". 2가지 그림은 폴란드-리투아니아의 귀족 계급이 오랫동안 이익을 거두던 농업이 17세기 후반부터 쇠퇴하기 시작한 것을 묘사한 것이다.

폴란드-리투아니아의 경제는 농노제를 기반으로 한 봉건제 농업생산에 의해 지탱되었다. 농노 제도는 폴란드에서 15세기에 금지되었으나, 리투아니아에서는 1588년에 이르러서야 폐지되었다. 가장 노예 제도는 재판 농노제를 대신하게 되었다. 귀족들이 소유한 폴바르크(folwark)라고 불리는 대규모 농장에서 국내 유통, 국외 수출을 위해 농작물이 농노들에 의해 생산되었다. 이 경제 체제는 곡물 생산이 가장 호조를 보였던 시기에 해당하는 폴란드-리투아니아의 초기에는 지배 계급에게 좋은 방향으로 기능했다. 그러나 17세기 후반에 이르러 국내의 경제 상황은 악화일로에 있었다. 슐라흐타들이 곡물 가격의 하락에 의해 이윤이 떨어지는 것을 메우기 위해 소작농들에게 중노동을 부과한 것으로 기타 중앙유럽 여러 지역에서도 재판 농노제란 상황에 빠지게 되었다.
폴란드-리투아니아의 경제가 농업에 의존하게 된 것은 부르주아에 대한 슐라흐타의 압도적 우위와 결합된 것이 국내의 도시화와 산업에 대한 발전이 매우 더디게 된 결과가 되었다. 지주 귀족과 도시 부르주아 사회 계급 간의 갈등은 유럽 세계 전체에 공통된 현상이었으나, 폴란드-리투아니아의 경우 귀족 계급이 승리를 거두는 사태는 동시대 다른 지역에서는 볼 수 없는 현상이었다. 그러나 17세기 중엽의 전쟁과 차례로 위기가 찾아오자 폴란드-리투아니아의 여러 도시의 규모 및 부는 서방 측 여러 나라의 여러 도시와 비교하기엔 손색이 없고, 이 위기의 시대가 도시의 성장 장해에 막대한 영향을 미친 것이라는 주장도 있어, 이것에 관련된 시비는 역사가들 사이에서 지금도 논쟁 중이다. 폴란드-리투아니아는 마그데부르크법에 기초한 도시 및 마을을 다수 갖고 있었다. 폴란드-리투아니아에서 가장 대규모 시장은 루블린에서 열렸다.
폴란드-리투아니아는 유럽 최대의 곡물 생산국이었으나, 곡물의 대부분은 국내에서 소비되었다. 1560년부터 1570년까지 폴란드 왕국령(폴란드령 지역)및 프로이센의 곡물 소비량을 계산해 보면 밀은 약 113,000톤(혹은 226,000 와시트(łaszt; 라제트는 “마지막”, 도량법에 의하면 큰 부피; 곡물의 경우 톤의 약 절반) 에 달했다. 16세기까지 폴란드-리투아니아에서 생산된 곡물량은 약 120,000톤, 그중 6%가 수출되고, 19%가 도시에서 소비되었고, 남은 것은 농촌에서 소비되었다. 폴란드-리투아니아가 수출한 곡물은 서유럽의 수요량의 약 2% 정도를 차지하고 있다고 생각한다. 폴란드-리투아니아의 곡물은 1590년부터 1620년대까지 유럽이 흉작에 괴로워하고, 남부 유럽 국가가 체제 안정을 위해 경쟁하여 곡물 수입을 벌이던 시기에는 매우 중요한 품목이 되었다.
폴란드-리투아니아에서 곡물은 최대의 수출품이었으나, 폴바르크(folwark)의 소유자들은 대부분 국내 곡물 거래의 80%을 취급하였고, 발트해의 항구도시로 향하는 곡물을 수송하는 그단스크(Gdansk; 독일 단치히)의 상인들과 계약을 맺었다. 폴란드-리투아니아를 가로 지르는 많은 하천이 수송에 이용되었다. 비스와강(Vistula), 필리차강(Pilica), 서 부크강(Western Bug), 산강(San), 니다강(Nida), 비에프시강(Wieprz), 니에만강(Niemen) 등이 있다. 이런 강은 비교적 인프라 정비가 잘 이루어져 있고, 연안 항구 및 곡식 창구를 갖추고 있었다. 많은 강에서는 거의 이익이 안 되는 수송업에 종사하는 사람들이 남북을 왕래하며, 바지선과 땟목에는 그단스크의 목재를 팔기 위해 북쪽으로 향했다.
그단스크에서 배는 앤트워프 및 암스테르담이란 대도시에 곡물을 수송하기 위해 네덜란드 및 플랑드르 지방으로 향했다. 곡물과 함께 해상 무역 수출품에는 목재 및 목재로 만든 타르와 재(ash)등이 있다.
육상 교역에서 폴란드-리투아니아는 피혁, 모피, 마, 비단(대부분 비엘코폴스카(Wielkopolska)산)및 리넨을 라이프치히 및 뉘른베르크에 있던 신성 로마 제국의 독일인 주거 지역에 수출했다. 약 5만 마리나 되는 소(牛)들이 실레지아(Silesia)를 경유해 상품으로 운반되었다. 폴란드-리투아니아는 또 향신료 및 사치품, 의복, 어류, 맥주 및 산업을 위해 사용되는 강철 및 여러 도구 등을 수입했다. 그단스크에서 남쪽으로 향하는 배들은 적었으나, 포도주 및 과일, 향신료, 청어를 수입해 운반했다. 대략 16-17세기 동안 폴란드-리투아니아의 무역 수지는 흑자에서 적자로 전환됐다.
대항해시대의 시작과 더불어 호박의 길이란 수많은 옛 교역로가 소멸되는 것과 더불어 새로운 교역로가 차례로 나타났다. 유럽과 아시아를 이어주는 대상 교역로로서 폴란드의 중요성은 희박해졌고, 한편 폴란드와 러시아 사이에서 새로운 교역로가 열렸다. 그러나 폴란드-리투아니아의 조선 기술이 개선되어 해상 교역에 눈을 돌린 후에도 서양과 동양의 연결점으로서의 중요성은 사라지지 않고, 수많은 상품 및 생산물이 폴란드-리투아니아를 통과하여 여러 지역으로 운반되었다. 예를 들어 이스파한 융단은 페르시아에서 공화국으로 수입되었으나, 서구에서 "폴란드 융단"의 이름으로 알려졌다. 폴란드-리투아니아의 통화에는 즈워티(złoty) 및 그로시(grosz) 등이 있다. 그단스크 시에는 독자의 화폐를 주조하는 특권이 주어졌다.

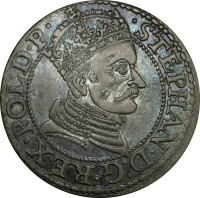
스테판 바토리 왕 치세 때 주조된 주화
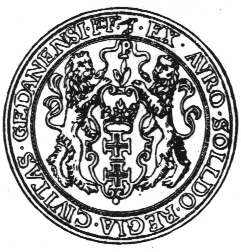
1589년(지기문트 3세 바사의 통치시기) 때 그단스크 왕립 도시에서 제조된 동전)
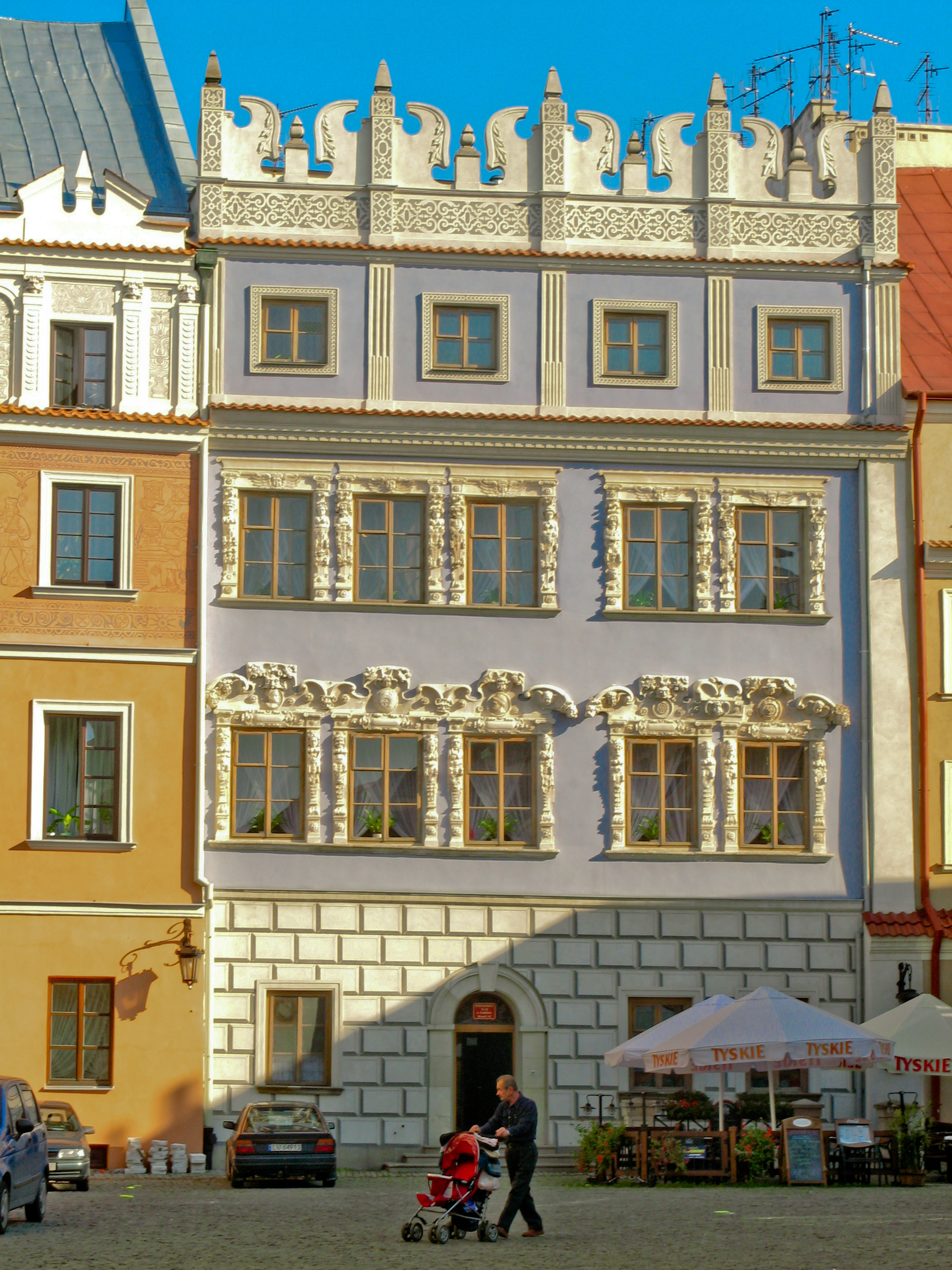
루블린에 있는 코노프니추프의 공동주택, 1575년 재건.
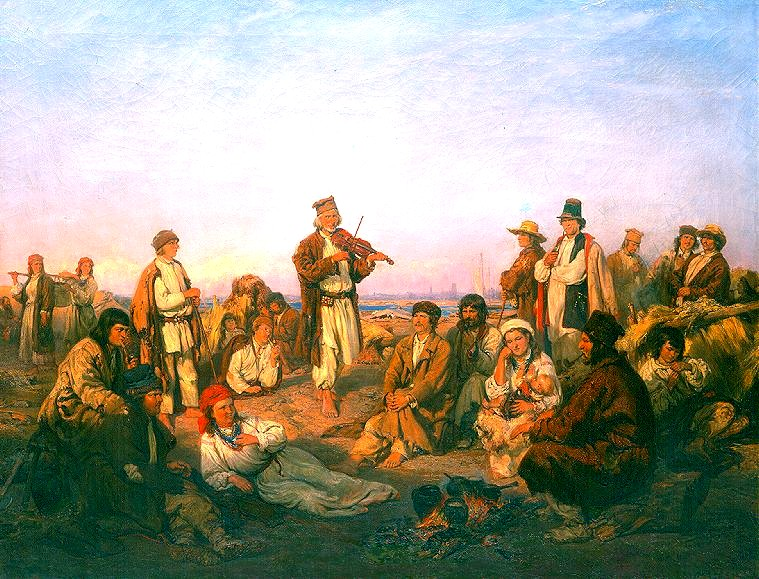
비스와 강의 하천 수송 상인의 야영, 1858년 Wilhelm August Stryowski의 그림.

## 문화

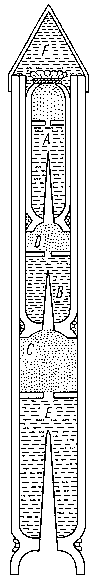
Kazimierz Siemienowicz's Artis Magnæ Artilleriæ pars prima에 나오는 다단계 로켓.

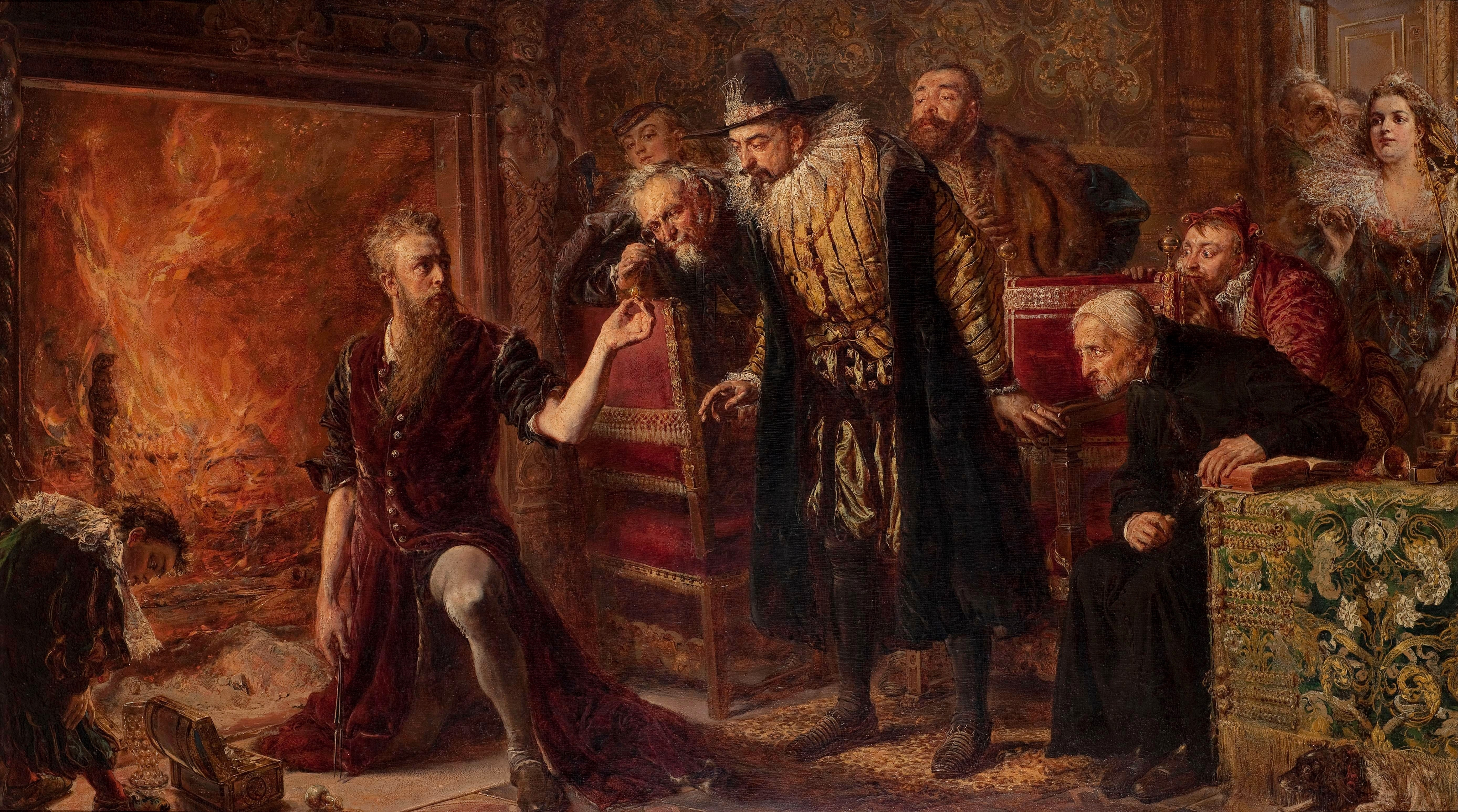
"연금술사 미카엘 센디오기우스", 얀 마테이코의 오일 캔버스화, 73×130cm, (Łódź) 예술 박물관 소장.

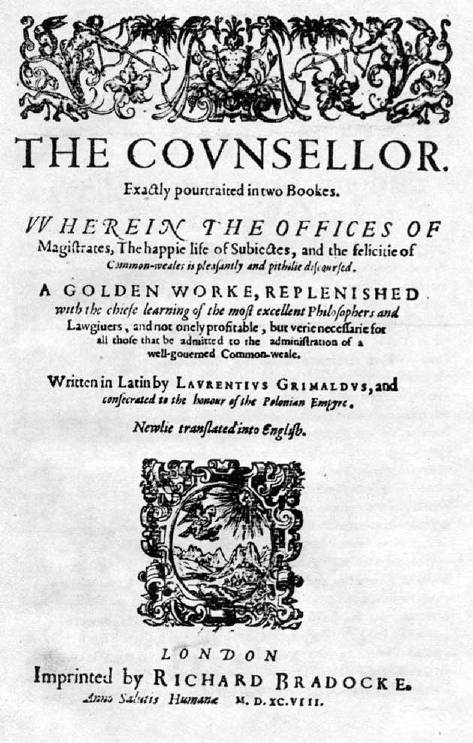
1598년 잉글랜드에서 출판된 고시리츠키의 저서 “섭정” 중에서 폴란드-리투아니아를 '폴란드인의 제국'이라고 번역하였다

폴란드-리투아니아는 근대적인 정치, 사회 사상의 발전에서 유럽의 중요한 중심지 중 하나였다. 에라스무스와 같은 철학자가 칭찬한 당시로는 희귀했던 외견상 민주적인 정치 시스템을 갖추고 있었다. 또한 대응 종교 개혁의 시대에 있어서도 매우 특이했던 종교적 관용을 실현시켜, 유대교, 동방 정교, 개신교, 이슬람이 국교였던 가톨릭과 더불어 평화적으로 공존했다. 폴란드-리투아니아는 또한 영국과 아메리카 합중국의 유니태니언주의의 선구자였던 기독교 섹트, 폴란드 형제단을 탄생시켰다.
이 정치 시스템의 영향도 있어, 폴란드-리투아니아는 안제이 프리츠 모드제프스키(Andrzej Frycz Modrzewski ;1503-1572), 바프지니에츠 그지마와 고실리츠키( Wawrzyniec Grzymała Goślicki; 1530-1607), 피오트르 스카르가(Piotr Skarga; 1536-1612)등의 정치 사상가들을 배출하고, 스타니스와프 스타시츠(Stanisław Staszic; 1755-1826) 및 후고 코원타이(Hugo Kołłątaj; 1750-1812)는 유럽에서 가장 빨리 성립된 근대적인 성문 헌법, 국가 헌법이며, 대륙에서 최초의 혁명적인 정치 원칙을 확립한 1791년 5월 3일 헌법의 완성을 위한 길을 제시했다.
크라쿠프의 야기에우워 대학은 유럽에서 가장 오래된 대학 중 하나로서 빌뉴스 대학과 더불어 폴란드-리투아니아에서 인문 과학, 자연 과학의 중심이 되었다. 1773년에 창설된 국민 교육 위원회(폴란드어: Komisja Edukacji Narodowej;Commission for National Education)는 세계 최초의 교육 기관이었다.
폴란드-리투아니아는 다음의 과학자를 배출하였다.
- 마르틴 크로메르(Martin Kromer; 1512-1589) - 역사가, 지도학자
- 미하우 센지부이(Michał Sędziwój; 1566-1636) – 연금술사, 화학자
- 크지시토프 아르치셰프스키(Krzysztof Arciszewski; 1592-1656) – 군인, 기술자, 민족학자
- 카지미에시 시에미에노비치(Kazimierz Siemienowicz; 1600-1651) - 군사 기술자, 포술의 전문가, 로켓 개발자
- 요한네스 헤벨리우스(Johannes Hevelius; 1611-1687) – 천문학자, 월지형학의 창시자
- 미하우 보임(Michał Boym, 중국어: 卜弥格; 1612-1659) – 동양학자, 지도학자, 박물학자, 남명 정권을 섬겼던 외교관
- 아담 아다만디 코한스키(Adam Adamandy Kochański; 1631-1700) - 수학자, 기술자

또한 폴란드-리투아니아는 다음의 고전 작가들도 배출하였다.
- 얀 코하노프스키(Jan Kochanowski; 1530-1584) - 작가, 극작가, 시인
- 바츠와프 포토츠키(Wacław Potocki; 1621-1696) - 작가, 시인
- 이그나치 크라시츠키(Ignacy Krasicki; 1735-1801) - 작가, 시인, 우화 작가, 폴란드 최초 소설가
- 율리안 우르신 니엠체비치(Julian Ursyn Niemcewicz; 1758-1841) - 작가, 극작가, 시인

또한 많은 슐라흐타들이 회상록 및 일기를 남겼다. 아마 가장 유명한 것은 알프리흐트 스타니스와프 라지비우(Albrycht Stanisław Radziwiłł; 1595-1656)의 ≪폴란드 역사에 관한 회상≫, 얀 흐리조스톰 파세크(Jan Chryzostom Pasek; 1636년경-1701년경)의 ≪회상록≫을 들 수 있다.
마그나트들은 자신의 권위를 나타내기 위해 여러 건설 계획에 착수했다. 현재 바르샤바 대통령 궁전 및 폴란드 대 헤트만이었던 스타니스와프 코니에츠폴스키(Stanisław Koniecpolski)가 건립한 포드호르차히 성을 비롯한 교회, 성당, 궁전 등이 있다. 최대의 건설 계획은 도시 전체를 건설하는 것이었는데, 대개는 도중에 유야무야가 되어 결국 포기했다. 건설된 도시의 이름의 상당수는 건설한 마그나트의 이름이 붙여진 것이 많았다. 이들 도시 중에 가장 유명한 것은 얀 자모이스키(Jan Zamoyski)에 의해 건설되고, 이탈리아인 건축가 베르나르드 모란드가 설계를 담당한 자모시치(Zamość)가 있다.

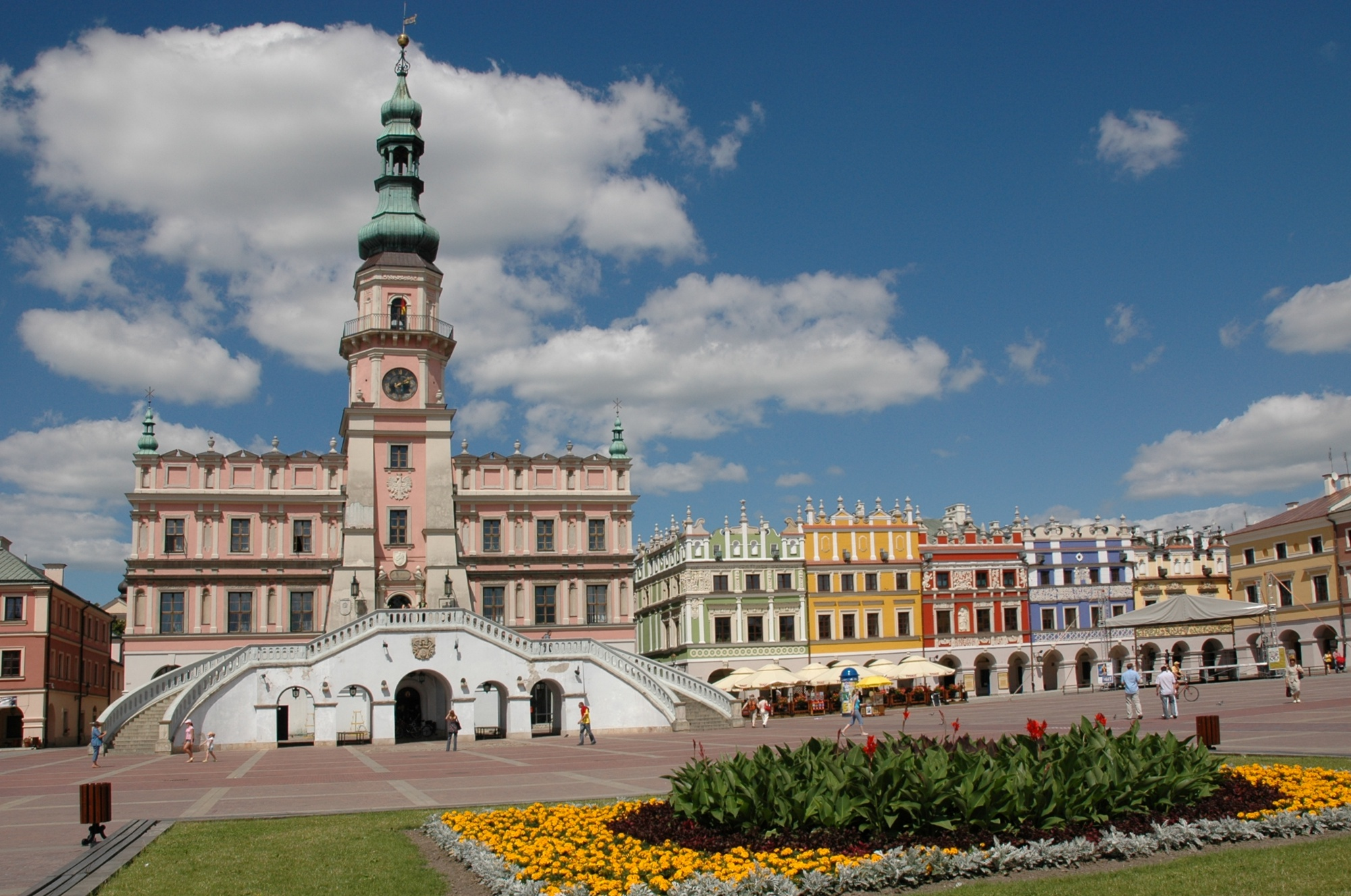
16세기 자모스치의 시청사와 아르메니아인의 공동 주택
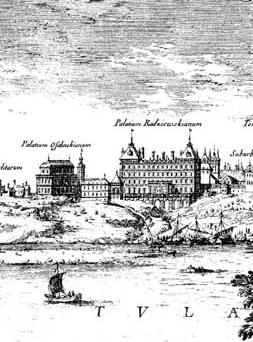
바르샤바에 있는 카자노브스키 궁전 (오른쪽)과 옷소린스키 궁전 (왼쪽)
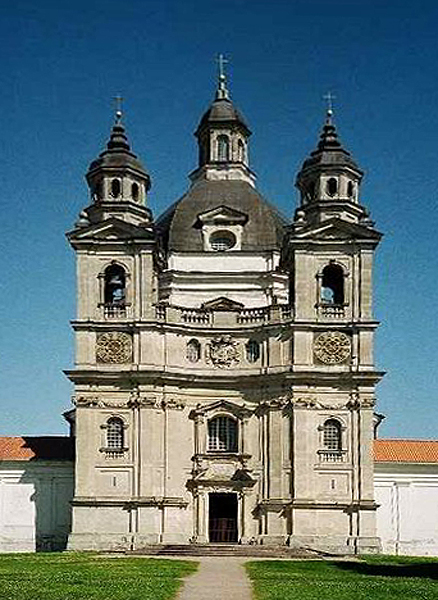
1674년에 지은 파자이슬리스 수도원
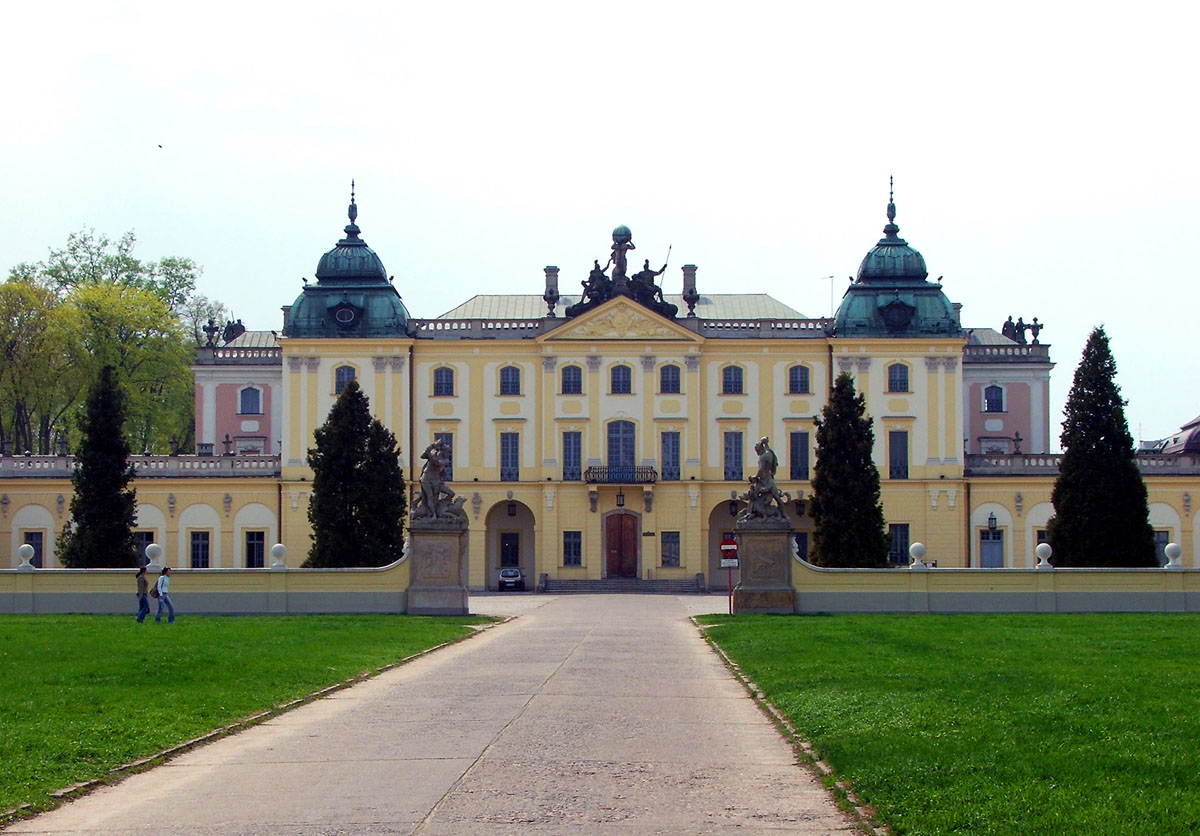
1726년에 지은 브라니츠키 궁전, 뱌위스톡

### 사르만티즘

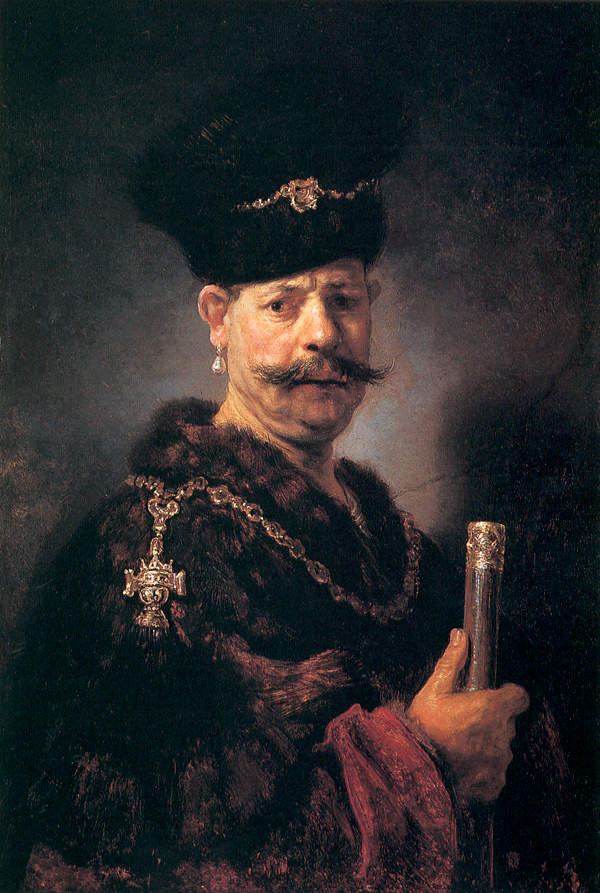
폴란드 귀족 남성 렘브란트 반레인 그림.

슐라흐타 사이에 보급된 이데올로기는 폴란드 민족의 선조라고 생각한 사르만타이인 연관된 "사르만티즘"이라고 불렀다. 이 신조 체계는 슐라흐타 문화의 중요한 부분을 차지하고, 그들의 생활 영역의 전면에 침투했다. 사르만티즘은 슐라흐타 계급에게 있어 평등 의식, 그들의 기마 취미, 전통 중시, 지방에서의 전원 생활, 평화주의를 장려하고 오리엔트에 영향을 받은 복식의 유행을 낳았다(주반, 코투슈, 스크마나, 파스 코투조비, 데리아, 샤브라 등). 거기에는 다민족으로 구성된 폴란드-리투아니아의 귀족 계급에게 단일 민족 의식에 가까운 연대감을 주었고, 슐라흐타의 "황금의 자유"에 정통성을 각각 부여했다.
초기 사르만티즘은 이상주의적인 것으로 문화 활동에서 분류되어 나온 것으로 신앙심, 성실함, 애국심, 용감, 평등과 자유를 고취시켰다. 그러나 이런 성격은 서서히 부정되었다. 후기에 나타난 과격한 사르만티즘은 신앙심을 광신시키고, 성실함을 정치적 무지로 변화시키고, 자랑을 오만으로 만들고, 용감을 완미(頑迷;완고하고 사리에 어두움)로 자유를 무질서로 변모시키고 말았다. 사르만티즘은 18세기 후반에 일어난 국가의 소멸에 책임이 있다는 비판을 받았다. 사르만티즘에 대한 비판은 혁명을 지향하는 혁명가들에 의해 여러 차례 편향된 견해를 보였다. 이런 자기 비판은 또한 폴란드의 소멸은 자기 붕괴로 초래된 것이라고 증명하는 것으로 러시아, 프로이센, 오스트리아의 역사 저작물에서 동조하는 것도 있었다.

### 인구와 종교

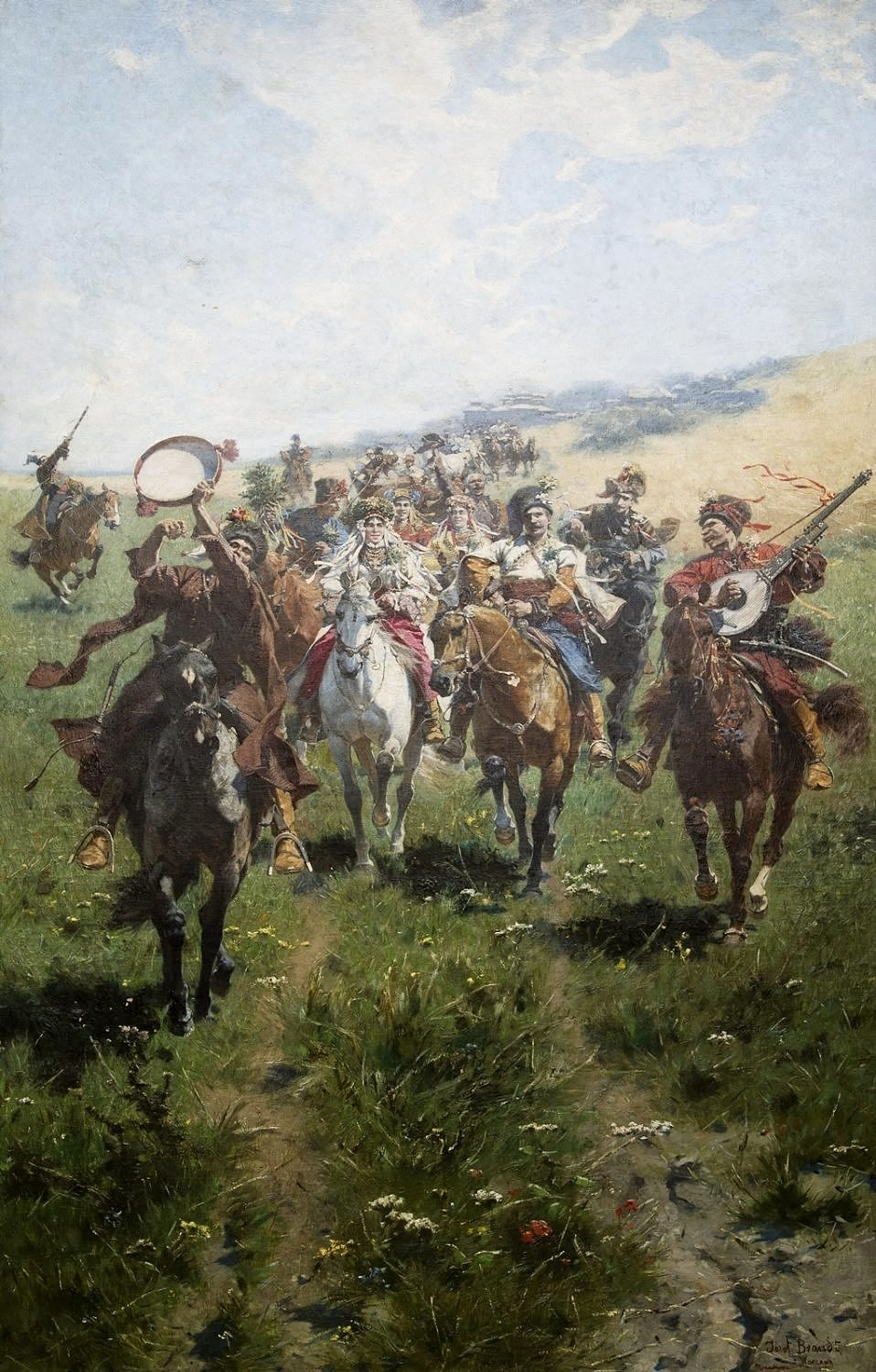
코사크의 결혼식. 유제프 브란트 그림.

## 폴란드-리투아니아의 사용언어

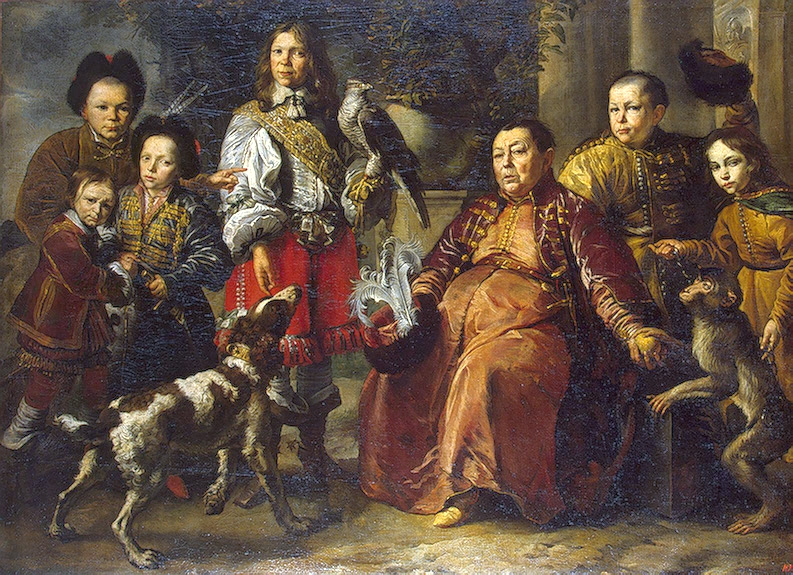
얀 2세 카지미에시 바사를 섬긴 크리미아인 독수리 관리와 그의 가족, 다니엘 슐츠의 1664년 작품.

- 폴란드어 - 공용어.[54] 지배적 언어. 폴란드-리투아니아의 귀족계급[54][55][56][57]의 대부분 및 왕국령의 농민층이 사용하였다.[58][59] 도시에서 주류 언어로 사용.[58]
- 라틴어 – 공용어[54][60]. 외교 분야[59]에서 주류로 쓰여, 귀족 계급 사이에서 제2언어로서 일반적으로 사용되었다.[61]
- 리투아니아어 - 비공용어.[54][62] 리투아니아 대공국의 북서부(원래 리투아니아)[63][64][65] 및 왕령 프로이센 북부(소 리투아니아)에서 언어로 이용한다. 또한 대공국의 공문서의 일부에도 사용되었다.
- 독일어 - 공용어.[54][59] 왕령 프로이센 및 도시부의 소수파 주민이 사용하였다. 외교 분야에서 사용되는 상황도 있다.[58][66]
- 히브리어 - 공용어.[54] 유대인이 사용하였다. 이디시어도 사용되었으나,[58] 공용어로서 인정받지 못했다.[67][68]
- 루테니아어 - 관청 슬라브어로도 알려졌다.[59] 공용어.[54] 1697년까지 리투아니아 대공국의 관청에서 표준 언어로 사용했고, 때에 따라서 외교 분야에서 사용되었다.[59][60] 루테니아어의 방언(파생 언어)은 리투아니아 대공국 및 왕국령의 동부에서 구어로서 널리 이용되었다.
- 아르메니아어 - 공용어.[54] 아르메니아계 주민이 사용하였다.[68][69]

## 유산
1807년 건국된 바르샤바 공국은 폴란드-리투아니아를 그 원점으로 삼았다. 같은 발상은 11월 봉기(1830-1831) 및 1월 봉기(1863-1864)의 조국회복운동 그리고 유제프 피우스츠키( Józef Piłsudski)가 제창했다가 실패로 끝난 폴란드 주도의 미옌주모제 구상에도 계승되었다. 오늘날 폴란드 공화국은 폴란드-리투아니아 연합국가의 후계자를 자임하고 있다. 한편 제1차 세계대전의 종결후 재독립한 리투아니아 공화국은 예전 연합국가인 리투아니아 국가의 참가를 처음엔 부정적으로 보았다

## 지방행정구획

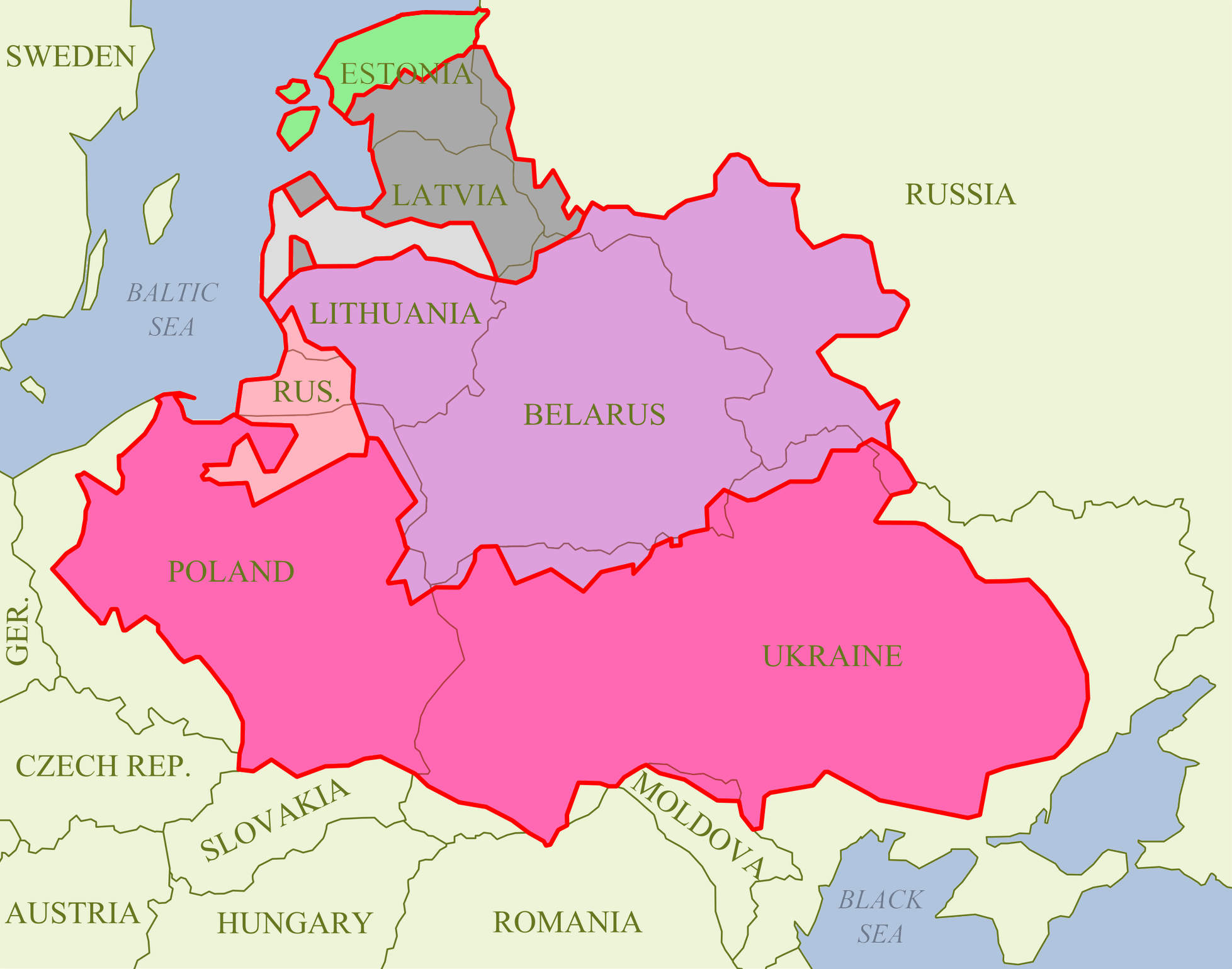
1618년 데우리노 조약 후 폴란드-리투아니아 폴란드-리투아니아의 영역. 주요 지역을 색깔별로 나뉘었다. 색깔밑의 선은 현재 국가의 국경선을 나타낸다

이 정치체제를 표시하는 상황에는 일반적으로 "폴란드"란 말로 충분했으나, 실제로는 폴란드는 거대한 연합국가 전체의 일부에 불과했다. 폴란드-리투아니아는 크게 나뉘며 크게 2부분으로 나뉜다.
- 폴란드 왕국령(원래 폴란드, 구어로는 <왕국령>)
- 리투아니아 대공국(구어로는 <리투아니아>)

폴란드-리투아니아는 보에오트포(voivodships; województwa)란 지방행정구획에서 세세하게 분리되어 각 지역은 보에보다(voivod; wojewoda,주지사)에 의해 통치되었다. 각 지역은 거의 스타로스토포(starostwa; 왕령지/대관통치지역)에 의해 구분되어, 스타로스타(starosta; 대관)이 이를 통치했다. 도시에는 카슈테란(castellans; 성주대리)에 의해 통치되었다. 다만 도시는 각각 제미야(ziemia)란 지역행정단위를 만들어 빈번하게 대관의 통치를 피했다.
예전 폴란드-리투아니아에 속한 지역은 중부 유럽에서 동부 유럽에 걸쳐 현존하는 복수의 국가 중에 광범히 하게 분포하였다. 폴란드, 우크라이나, 몰도바(트란실베니아), 벨라루시, 러시아, 리투아니아, 라트비아, 에스토니아등이다. 그리고 헝가리 왕국의 일부였던 슬로바키아의 작은 몇 개 도시도 루보프라 조약으로 폴란드의 일부가 되었다.
폴란드-리투아니아의 주요 지역은 다음과 같다(행정구획으로 나누지는 않았다)
- 마우오포르스카(폴란드어: Małopolska) - 폴란드 남부, 주요 수도는 크라쿠프.
- 비에르코포르스카( 폴란드어: Wielkopolska) – 포즈난과 바르타강 수계에 분포한 폴란드 중서부.
- 마조프세(폴란드어: Mazowsze) - 폴란드 중앙부, 주요 수도는 바르샤바.
- 원 리투아니아 - 리투아니아 대공국의 가톨릭지역, 또한 민족적으로 리투아니아인의 거주지역. 대공국의 북서부를 차지하고 있다.
- 제마이티아(폴란드어: Żmudź, 리투아니아어: Žemaitija) - 리투아니아 대공국내의 자치령, 대공국의 서부 대부분을 차지하고, 원 리투아니아의 서부지역에 해당한다.
- 왕령 프로이센(폴란드어: Prusy Królewskie) – 발트해 남부 해안지역, 제2차 트루니 조약에 의해 자치령이 되었다. 1569년 루블린 합병때 왕국령에 합쳐졌다.
  - 포메라니아(폴란드어: Pomorze Gdańskie) - 그다니스크 근교의 포모제 지방, 왕령 프로이센의 서부지역.
- 루테니아(폴란드어: Ruś) - 폴란드-리투아니아의 동부, 러시아와의 인접지역.
- 리보니아 공국 - 왕국령과 리투아니아 대공국의 공동영유지역, 1620년대 및 1660년에 스웨덴의 점령통치를 받았다.
- 쿠를란트-젬갈레 공국(폴란드어: Kurlandia) - 폴란드-리투아니아의 북부에 위치한 봉토. 1637년 토바고 섬, 1651년 간비아 강의 성 안드레 섬에 각각 식민지를 건설했다.
- 실레지아(폴란드어: Śląsk) - 폴란드-리투아니아에 속하지는 않았으나, 소규모 지역이 폴란드-리투아니아의 국왕에 속했다. 특히 바사 왕가의 여러 왕은 1645년부터 1666년까지 오폴레(Opole) 공국의 군주였다.

폴란드-리투아니아의 국경은 전쟁 및 조약에 의해 변화했고, 때에 따라 10년사이에 여러번 바뀌는 상황이 있기도 했다. 국경의 변동은 특히 동부 및 남부에서 심했다. 얌 자포르스키 조약(1582년)이 맺어진 후 폴란드-리투아니아는 거의 815,000 km2의 영토에 약 650만명의 인구를 갖게 되었다. 데우리노 조약(1618년) 후에는 폴란드-리투아니아의 영토는 약 990,000 km2 로 확대되고, 인구도 1,000만명에서 1,100만명 정도로 증가했다(그중 폴란드인은 400만명 정도).

## 지리

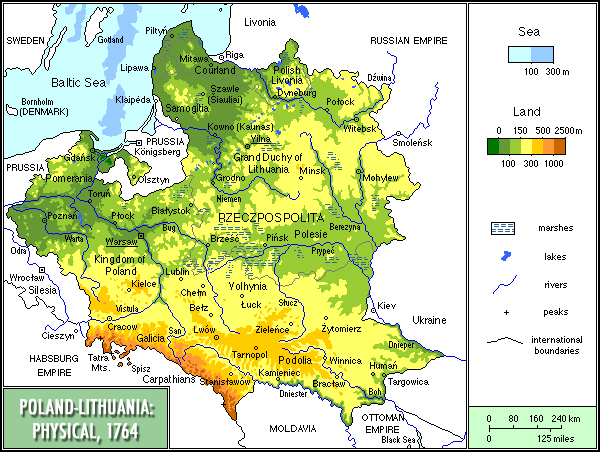
1764년 폴란드-리투아니아의 지리 그림

16세기 폴란드의 주교이며 지도학자였던 마르친 크로멜은 라틴어 지도책 ≪폴란드:그 지리, 민족, 문화 및 폴란드 폴란드-리투아니아의 관직≫을 출판했으나, 이것은 당시 가장 알려지지 않은 폴란드-리투아니아의 안내 가이드라고 이야기되었다.
크로멜의 저작과 게라르두스 메르카토르가 제작한 동시대의 지도는 폴란드-리투아니아의 국토 대부분을 평야로 묘사했다.

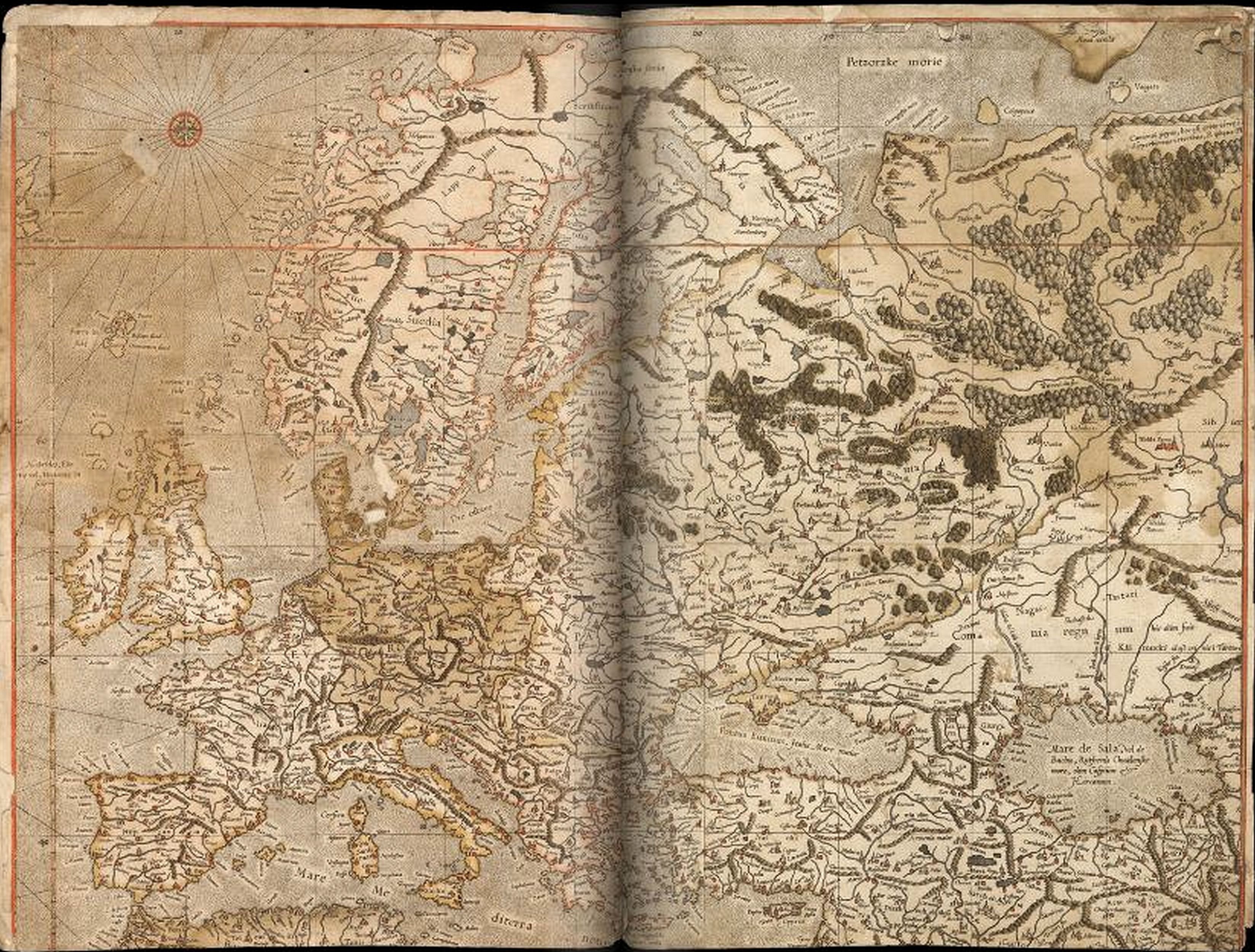
16세기 유럽의 지도 게라르두스 메르카토르 제작.

공화국 남부의 크레시(Kresy)는 스텝 지역으로 유명하다. 타트리산맥을 그 최고부로 있던 카르파티아산맥은 남부국경을 형성하고, 발트해가 북부의 자연국경이 되었다. 당시 대부분의 유럽 여러나라와 마찬가지로 폴란드-리투아니아는 광대한 삼림지역에 둘러싸여 있어 그 경향은 동부에서 더욱 현저했다. 오늘날 비야오비에자 숲(Białowieża Forest)의 거의 대부분은 상처 없이 남아 있어 유럽의 원시림으로서 최후의 지역이라고 한다.

## 같이 보기
- 슐라흐타 목록
- 폴란드 문장 목록
- 폴란드-리투아니아 문장학
- 역사적 힘
- 마운트&블레이드

## 참고 자료
- Norman Davies, God's Playground, ISBN 0-231-05353-3 and ISBN 0-231-05351-7 (two volumes).
- Jan Chryzostom Pasek, Memoirs of the Polish Baroque: The Writings of Jan Chryzostom Pasek, a Squire of the Commonwealth of Poland and Lithuania, ISBN 0-520-02752-3.
- Adam Zamoyski, The Polish Way: a Thousand-Year History of the Poles and Their Culture, ISBN 0-7818-0200-8.
- Pawel Jasienica, Rzeczpospolita Obojga Narodów (Commonwealth of the Two Nations), ISBN 83-06-01093-0.
- Zdzisław Kowalewski, Rzeczpospolita nie doceniona: Kultura naukowa i polityczna Polski przedrozbiorowej (Commonwealth not valued: Science and political culture of the pre-partition Poland), ISBN 83-211-0312-X.
- Teresa Chynczewska-Hennel, Rzeczpospolita XVII wieku w oczach cudzoziemców (Commonwealth of the 17th century in the eyes of the foreigners), ISBN 83-04-04107-3.
- Albrycht Stanisław Radziwiłł, Pamiętnik o dziejach w Polsce (Memoires on the Polish history). ISBN 83-06-00092-7
- Lukowski, Jerzy Tadeusz, Liberty's Folly: The Polish-Lithuanian Commonwealth in the Eighteenth Century, 1697–1795. Routledge, 1991 (ISBN 0-415-03228-8).Google Print
- Snyder, Timothy. "The Reconstruction of Nations: Poland, Ukraine, Lithuania, Belarus, 1569–1999", New Haven; London: Yale University Press, 2003 (ISBN 0-300-10586-X).
- Stone, Daniel Z. The Polish-Lithuanian State, 1386–1795 (A History of East Central Europe; 4). Seattle, WA: University of Washington Press, 2001 (hardcover, ISBN 0-295-98093-1).